# Liste der Biografien/Un
Liste der Biografien |
Portal Biografien |
Personensuche
# |
A |
B |
C |
D |
E |
F |
G |
H |
I |
J |
K |
L |
M |
N |
O |
P |
Q |
R |
S |
T |
U |
V |
W |
X |
Y |
Z |
?
 
Ua |
Ub |
Uc |
Ud |
Ue |
Uf |
Ug |
Uh |
Ui |
Uj |
Uk |
Ul |
Um |
Un |
Uo |
Up |
Uq |
Ur |
Us |
Ut |
Uu |
Uv |
Uw |
Ux |
Uy |
Uz
Die Liste der Biografien führt alle Personen auf, die in der deutschsprachigen Wikipedia einen Artikel haben. Dieses ist eine Teilliste mit 901 Einträgen von Personen, deren Namen mit den Buchstaben „Un“ beginnt.

## Un
- Ün, Memduh (1920–2015), türkischer Filmregisseur, Filmproduzent, Drehbuchautor und Schauspieler
- Ün, Yağmur (* 1995), türkische Schauspielerin

### Una
- Unabali, Bernard (1957–2019), papua-neuguineischer Geistlicher, römisch-katholischer Bischof von Bougainville
- Unaipon, David (1872–1967), australischer Schriftsteller, Erfinder und politischer Aktivist
- Unakıtan, Kemal (1946–2016), türkischer Ökonom, Politiker und Finanzminister
- Ünal, Abidin (* 1953), türkischer General
- Ünal, Ahmet (* 1943), türkischer Altorientalist
- Ünal, Arif (* 1953), deutscher Politiker (Die Grünen), MdL
- Ünal, Buğra (* 1997), türkischer Pentathlet
- Ünal, Buse (* 1997), türkische Volleyballspielerin
- Unal, Daniel (* 1990), Schweizer Fussballspieler
- Ünal, Enes (* 1997), türkischer FußballspielerEnes Ünal (* 1997)

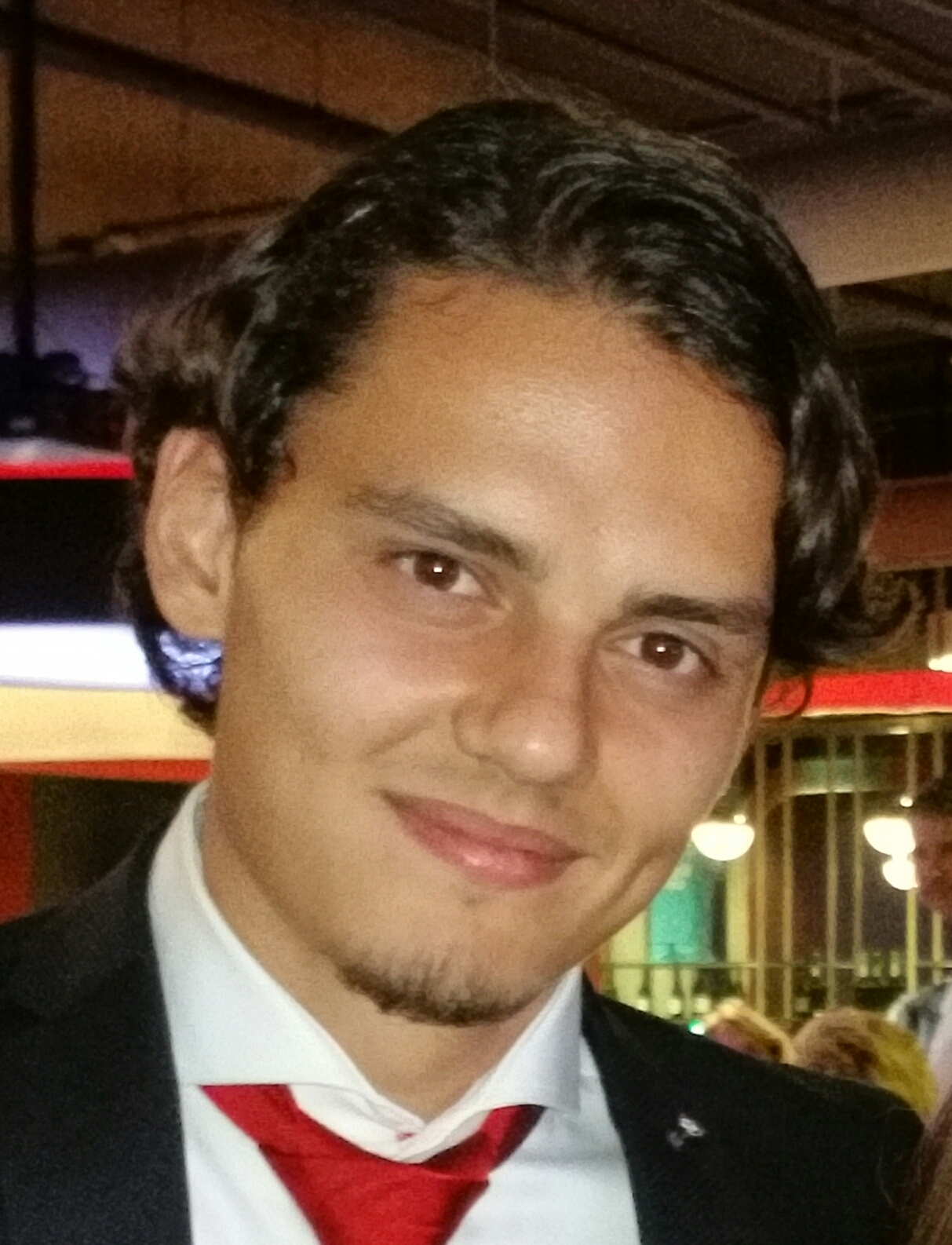
Enes Ünal (* 1997)

- Ünal, Gökhan (* 1982), türkischer Fußballspieler
- Ünal, Halit (* 1951), deutsch-türkischer Schriftsteller
- Ünal, İbrahim (* 1935), türkischer Fußballspieler
- Ünal, Irmak (* 1977), türkische Schauspielerin
- Ünal, Mahir (* 1966), türkischer Politiker der AKP, Abgeordneter und ehemaliger Minister für Kultur und Tourismus
- Ünal, Mehmet (* 1951), türkischer Journalist, Fotograf und Autor
- Ünal, Mehmet Nadir (* 1993), türkischer Boxer
- Ünal, Mesut (* 1973), türkischer Fußballspieler und -trainer
- Ünal, Murat (* 1975), deutsch-türkischer Betriebswirt, Filmregisseur, Drehbuchautor, Filmproduzent
- Ünal, Ozan (* 1980), deutscher Hörspiel- und Synchronsprecher
- Ünal, Şamil (* 1986), türkischer Fußballspieler
- Ünal, Telat (* 1994), österreichischer Fußballspieler
- Ünal, Tuna (* 1984), deutscher Schauspieler
- Ünal, Ümit (* 1969), türkischer Modedesigner
- Ünalan, Recep (* 1990), türkischer Straßenradrennfahrer
- Ünalmış, Murat (* 1981), türkischer Schauspieler
- Unamuno, Miguel de (1864–1936), spanischer PhilosophMiguel de Unamuno (1864–1936)

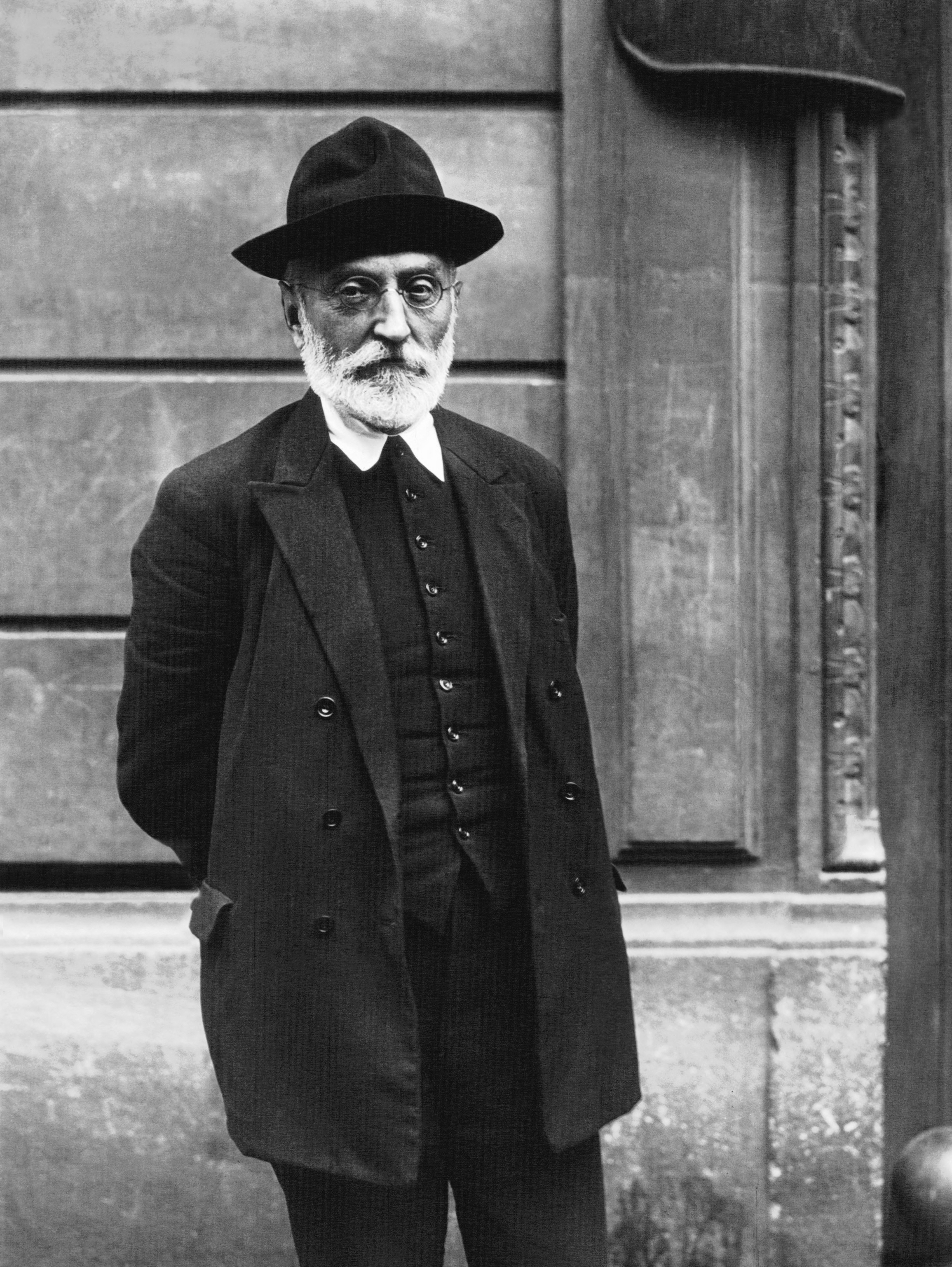
Miguel de Unamuno (1864–1936)

- Unamuno, Pedro de, spanischer Seefahrer
- Unamuno, Víctor (1909–1988), spanischer Fußballspieler
- Unander, Sig (1913–1978), US-amerikanischer Politiker (Republikanische Partei)
- Unang, Abdul Patah (* 1937), indonesischer Badmintonspieler
- Unangst, Dietrich (* 1931), deutscher Politiker (NDPD), MdV
- Unanua, Jesús (* 1969), spanischer Fußballtorhüter
- Unanue, Emil R. (1934–2022), kubanisch-US-amerikanischer Pathologe und Immunologe
- Unanue, Hipólito (1755–1833), peruanischer Naturwissenschaftler, Arzt und Politiker
- Unanue, Lorenzo (* 1953), uruguayischer Fußballspieler
- Unas, altägyptischer KönigUnas

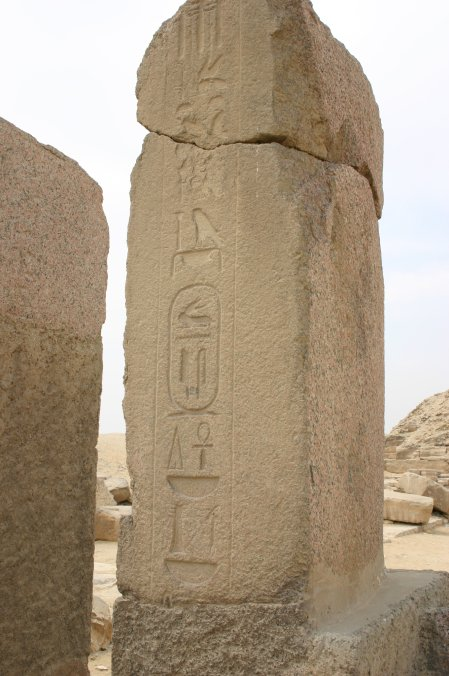
Unas

- Unas, Rui (* 1974), portugiesischer Film- und Fernsehschauspieler, Komiker und Radiomoderator
- Unat, Yunus Nüzhet (1913–1999), türkischer Radrennfahrer
- Uñate, Gabriel, argentinischer Fußballspieler
- Ünaydın, Solmaz (1942–2010), türkische Botschafterin

### Unb
- Unbegaun, Boris Ottokar (1898–1973), russischer Slawist
- Unbehauen, Ernst (1899–1980), deutscher Volksschullehrer und Maler
- Unbehauen, Heinz (1935–2019), deutscher Ingenieur für Regelungstechnik
- Unbehauen, Rolf (1930–2016), deutscher Elektrotechniker
- Unbehaun, Luca (* 2001), deutscher Fußballtorhüter
- Unbehaun, Pascal (* 1996), deutscher Leichtathlet
- Unbehend, Dorothea (* 1957), deutsche Diplom-Sozialpädagogin, Autorin, Kinder- und Jugendliteratur
- Unbekannte aus der Seine, Die, französische nicht identifizierte Verstorbene, deren Totenmaske reproduziert wurdeDie Unbekannte aus der Seine

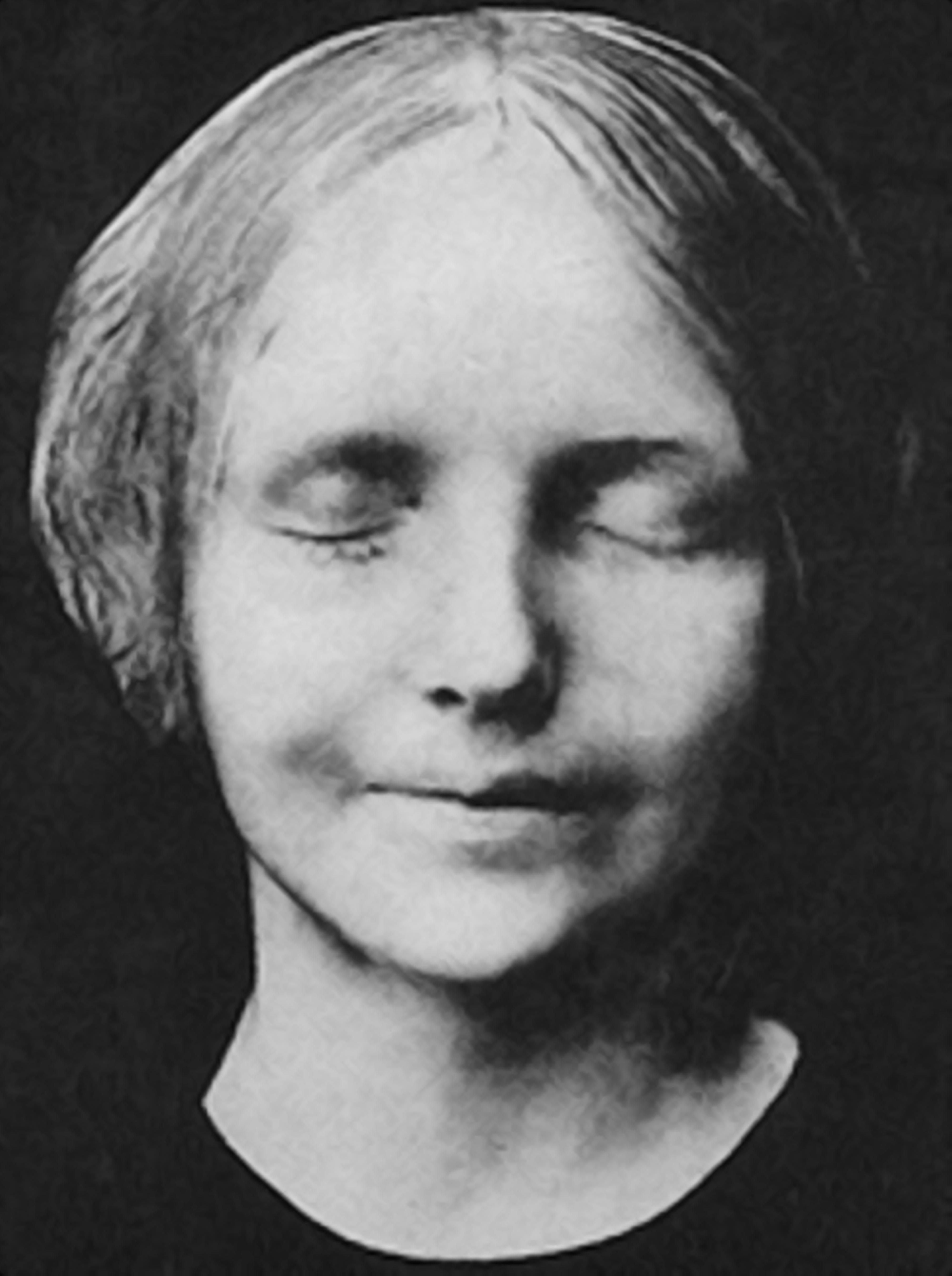
Die Unbekannte aus der Seine

- Unberath, Hannes (1973–2013), deutscher Rechtswissenschaftler
- Unbereit, Paul (1884–1937), deutscher akademischer Maler und Restaurator

### Unc
- Uncas († 1682), politischer und militärischer Führer der nordamerikanischen Indianer vom Volk der Pequot, später Mohegan
- Uncilin († 613), alamannischer Herzog (587–607)
- Uncini, Franco (* 1955), italienischer Motorradrennfahrer
- Unckel, Curt (1883–1945), deutsch-brasilianischer Völkerkundler
- Unckel, Per (1948–2011), schwedischer Politiker (Moderata samlingspartiet), Mitglied des Riksdag
- Unckell, Hans († 1944), deutscher Verwaltungsjurist, Landrat in Oels
- Uncle Kracker (* 1974), US-amerikanischer Rockmusiker
- Uncles, John F. (1898–1967), US-amerikanischer Offizier, Generalleutnant der United States Army

### Und
- Unda Gonzalez de Audikana, Maider (* 1977), spanische Ringerin
- Unda, Emilia (1879–1939), deutsch-baltische Theater- und Filmschauspielerin
- Unda, Gorka (* 1987), spanischer Fußballspieler
- Undabarrena, Iker (* 1995), spanischer Fußballspieler
- Undacava, deutscher Rapper
- Undari, Claudio (1935–2008), italienischer Schauspieler
- Undav, Deniz (* 1996), deutscher FußballspielerDeniz Undav (* 1996)

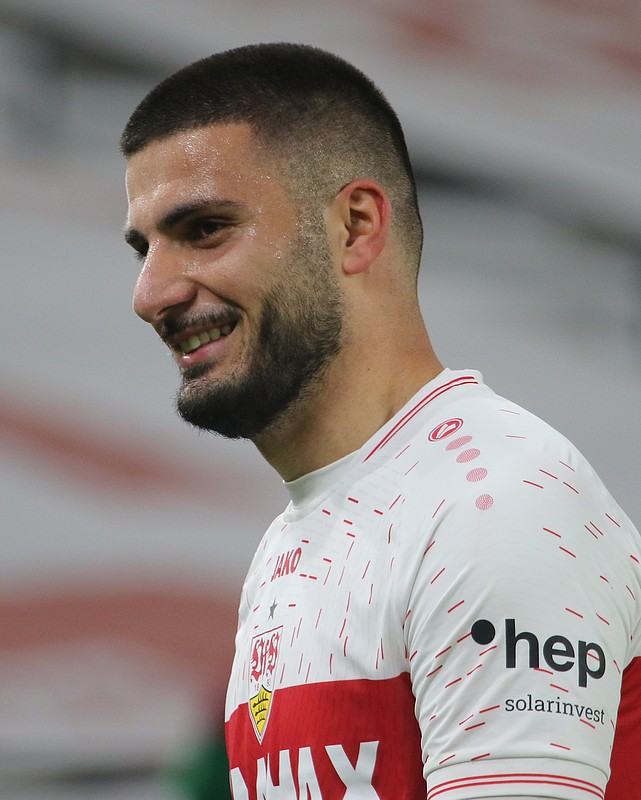
Deniz Undav (* 1996)

- Undén, Östen (1886–1974), schwedischer Jurist und sozialdemokratischer Politiker
- Ünder, Bülent (* 1949), türkischer Fußballspieler und heutiger Trainer
- Ünder, Cengiz (* 1997), türkischer Fußballspieler
- Under, Marie (1883–1980), estnische Lyrikerin
- Underberg, Christiane (* 1939), deutsche Unternehmerin
- Underberg, Emil (1904–1958), deutscher Unternehmer
- Underberg, Heinz (1912–1968), bayerischer Volkssänger
- Underberg, Ruth (1924–2002), deutsche Künstlerin
- Underberg, Theresa (* 1985), deutsche Schauspielerin
- Underdown, Edward (1908–1989), britischer Schauspieler
- Undereyck, Theodor (1635–1693), reformierter Geistlicher, Schriftsteller und Wegbereiter des Pietismus
- Underhill, Barbara (* 1963), kanadische Eiskunstläuferin im Paarlauf
- Underhill, Charles L. (1867–1946), US-amerikanischer Politiker
- Underhill, Edwin S. (1861–1929), US-amerikanischer Politiker
- Underhill, Evelyn (1875–1941), englische Autorin, Mystikerin und Theologin
- Underhill, Henry, Baron Underhill (1914–1993), britischer Politiker
- Underhill, Jack (1902–1974), kanadischer Badmintonspieler
- Underhill, John (1597–1672), englischer Puritaner und Kolonist
- Underhill, John Q. (1848–1907), US-amerikanischer Politiker
- Underhill, Owen (* 1954), kanadischer Komponist, Dirigent, Flötist und Musikpädagoge
- Underhill, Ruth (1883–1984), US-amerikanische Anthropologin und Autorin
- Underhill, Sam (* 1996), englischer Rugbyspieler
- Underhill, Steven (* 1962), US-amerikanischer Landschafts- und Porträtfotograf
- Underhill, Walter (1795–1866), US-amerikanischer Politiker
- Undertaker, The (* 1965), US-amerikanischer WrestlerThe Undertaker (* 1965)

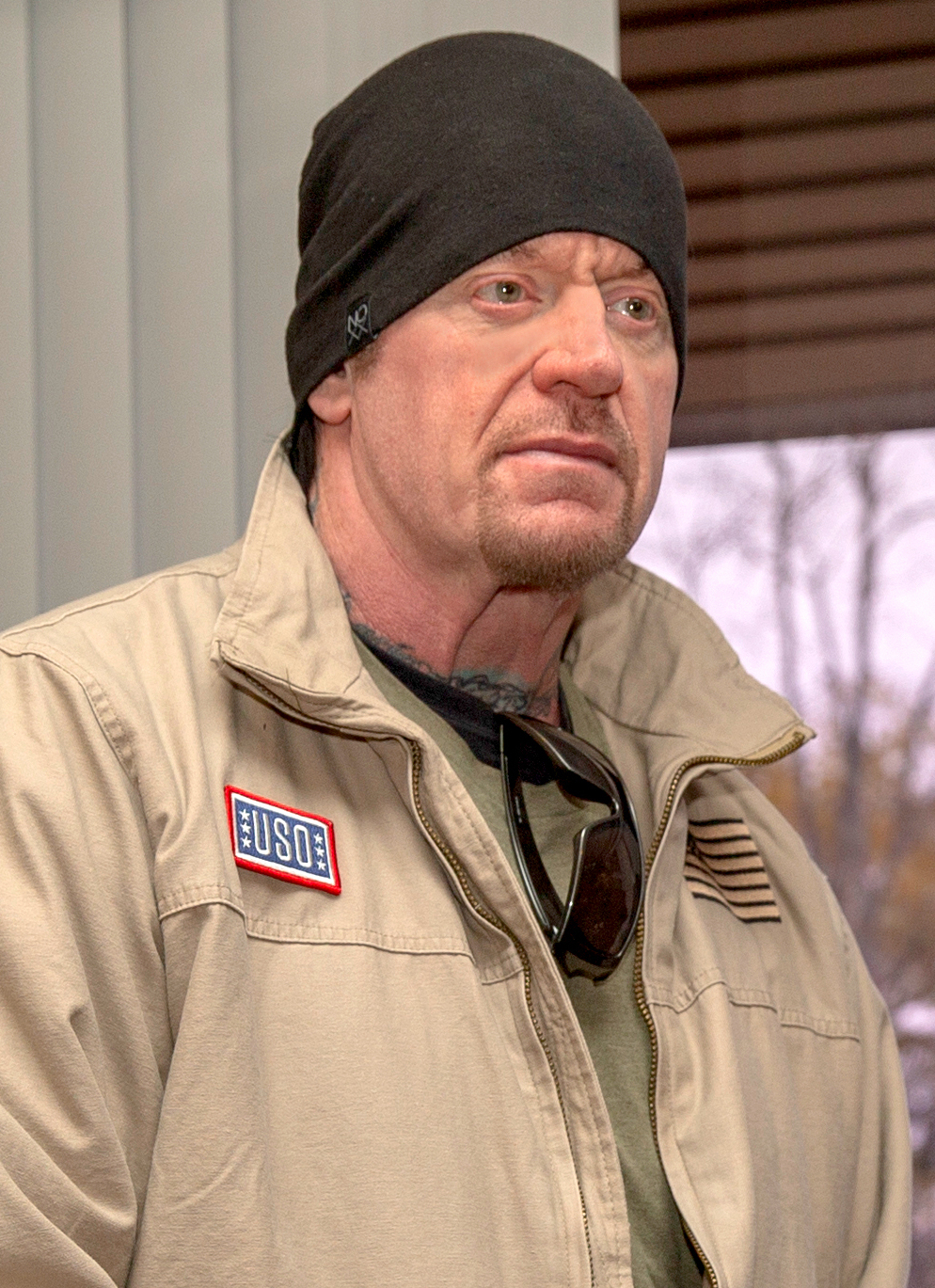
The Undertaker (* 1965)

- Underwood, Barbara D. (* 1944), US-amerikanische Juristin, Hochschullehrerin und United States Solicitor General
- Underwood, Benton (1915–1994), US-amerikanischer Psychologe und Statistiker
- Underwood, Blair (* 1964), US-amerikanischer Schauspieler
- Underwood, Brittany (* 1988), US-amerikanische Schauspielerin und Sängerin
- Underwood, Carrie (* 1983), US-amerikanische Countrysängerin
- Underwood, Cecil H. (1922–2008), US-amerikanischer Politiker
- Underwood, Cecilia, 1. Duchess of Inverness († 1873), britische Adlige, 2. morganatische Ehefrau von Prinz Augustus Frederick, 1. Duke of Sussex
- Underwood, Derek (1945–2024), englischer Cricketspieler
- Underwood, Garth (1919–2002), britischer Herpetologe
- Underwood, George (1884–1943), US-amerikanischer Leichtathlet und Sportjournalist
- Underwood, George (* 1947), britischer Künstler und Musiker
- Underwood, George V. Jr. (1913–1984), US-amerikanischer Offizier, General der US-Army
- Underwood, Ian (* 1939), US-amerikanischer Musiker
- Underwood, Jack (1894–1936), US-amerikanischer American-Football-Spieler
- Underwood, Jay (* 1968), US-amerikanischer Schauspieler und Pastor
- Underwood, Jerry (1956–2002), britischer Jazzmusiker
- Underwood, John († 1624), englischer Schauspieler
- Underwood, John Cox (1840–1913), US-amerikanischer Politiker
- Underwood, John Thomas (1857–1937), britischer Unternehmer der Underwood Typewriter Company
- Underwood, John W. H. (1816–1888), US-amerikanischer Politiker
- Underwood, Joseph R. (1791–1876), US-amerikanischer Politiker (Whig Party)
- Underwood, Lauren (* 1986), US-amerikanische Gesundheits- und Krankenpflegerin und Politikerin der Demokratischen Partei
- Underwood, Levi (1821–1902), US-amerikanischer Politiker, Anwalt und Vizegouverneur
- Underwood, Matthew (* 1990), US-amerikanischer SchauspielerMatthew Underwood (* 1990)

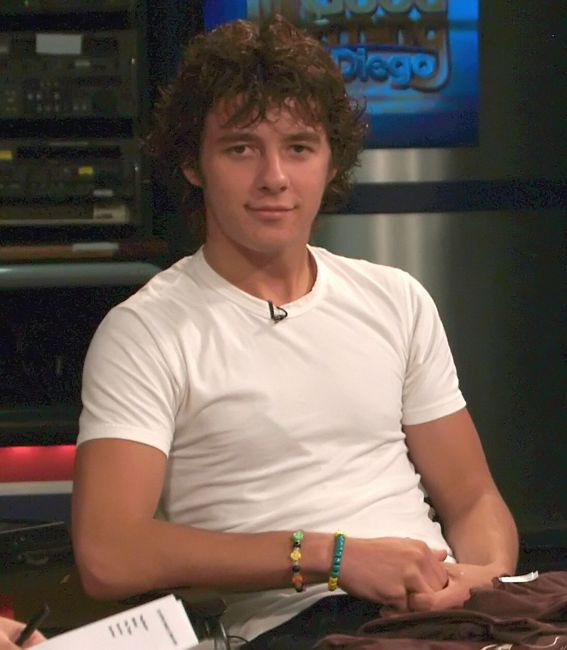
Matthew Underwood (* 1990)

- Underwood, Mell G. (1892–1972), US-amerikanischer Jurist und Politiker
- Underwood, Oscar (1862–1929), US-amerikanischer Politiker (Demokratische Partei)
- Underwood, Peter (1937–2014), australischer Jurist und Richter, Gouverneur von Tasmanien
- Underwood, Quanitta (* 1984), US-amerikanische Boxerin
- Underwood, Robert A. (* 1948), US-amerikanischer Politiker (Demokratische Partei)
- Underwood, Ron (* 1953), US-amerikanischer RegisseurRon Underwood (* 1953)

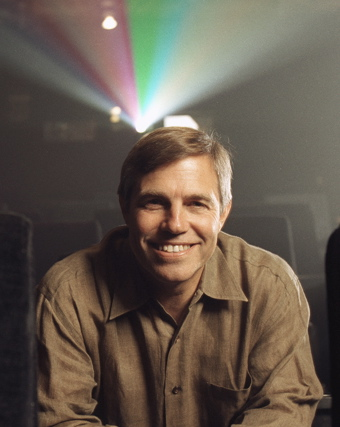
Ron Underwood (* 1953)

- Underwood, Ruth (* 1946), US-amerikanische Perkussionistin
- Underwood, Sam (* 1987), britischer Serienschauspieler
- Underwood, Sara Jean (* 1984), US-amerikanisches Model, Schauspielerin und Playmate
- Underwood, Thomas R. (1898–1956), US-amerikanischer Politiker
- Underwood, Warner (1808–1872), US-amerikanischer Politiker
- Undeutsch, Hermann (1844–1912), deutscher Maschinenbau-Ingenieur und Hochschullehrer
- Undeutsch, Paul (1875–1958), deutscher Architekt in Weimar
- Undeutsch, Udo (1917–2013), deutscher Psychologe
- Undheim, Olav (* 1986), norwegischer E-Sportler
- Undiano Mallenco, Alberto (* 1973), spanischer Fußballschiedsrichter
- Undla-Põldmäe, Aino (1910–1992), estnische Literaturwissenschaftlerin
- Undorf, Monika (* 1981), deutsche Psychologin
- Undritz, Erik (1901–1984), Schweizer Arzt und Blutspezialist
- Undritz, Nicola (* 1960), deutsche Filmeditorin
- Undset, Kjetil (* 1970), norwegischer Ruderer
- Undset, Sigrid (1882–1949), norwegische Romanautorin, Novellistin und EssayistinSigrid Undset (1882–1949)

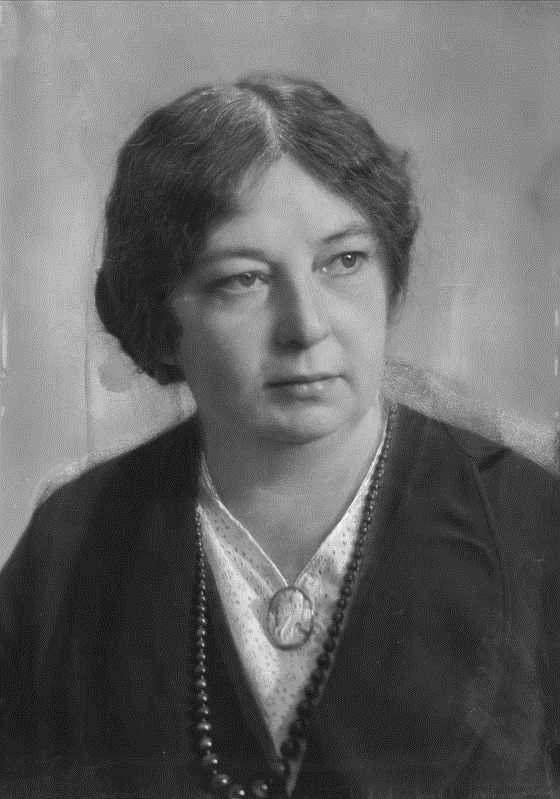
Sigrid Undset (1882–1949)

- Ündül, Hayri (1929–2014), türkischer Generalleutnant
- Undurraga, Agustín (1875–1950), chilenischer Maler
- Undurraga, Verónica (* 1967), chilenische Juristin
- Undusk, Jaan (* 1958), estnischer Schriftsteller, Literaturwissenschaftler und Übersetzer

### Une
- Une Larsson, Jacob (* 1994), schwedischer Fußballspieler
- Unegbu, Mark Onwuha (1917–2002), nigerianischer römisch-katholischer Geistlicher und Bischof von Owerri
- Unek, William († 1957), afrikanischer Massenmörder
- Uneken, Lonneke (* 2000), niederländische Radsportlerin
- Ünel, Birol (1961–2020), türkisch-deutscher Schauspieler
- Unen, Marjolein van (* 1962), niederländische Judoka
- Üner, Atakan (* 1999), türkischer Fußballspieler
- Üner, Ersay (* 1978), türkischer Popmusiker, Songwriter und Musikproduzent
- Üner, İdil (* 1971), deutsch-türkische Schauspielerin und Sängerin
- Üner, İlke (* 1983), deutsche Schauspielerin
- Unertl, Auguste (1864–1941), deutsche Schriftstellerin
- Unertl, Franz Xaver (1911–1970), deutscher Politiker (CSU), MdB
- Unertl, Franz Xaver Josef von (1675–1750), kurfürstlich bayerischer Geheimer Ratskanzler und Konferenzminister
- Unertl, Knut (1952–2023), deutscher Oboist und Musikpädagoge
- Unetani, Yoshiaki (1944–2022), japanischer Marathonläufer

### Unf
- Unferdinger, Franz (1833–1890), österreichischer Mathematiker und Astronom
- Unferferth, Monika (* 1942), deutsche Fernsehmoderatorin, Regisseurin und Modeschöpferin
- Unferth, Deb Olin (* 1968), US-amerikanische Schriftstellerin
- Unfried, Gustav (1889–1921), deutscher Fußballspieler
- Unfried, Lorenz (1919–1988), deutscher Ordensgeistlicher, Bischof von Tarma
- Unfried, Martin (* 1966), deutscher Kolumnist und PolitologeMartin Unfried (* 1966)

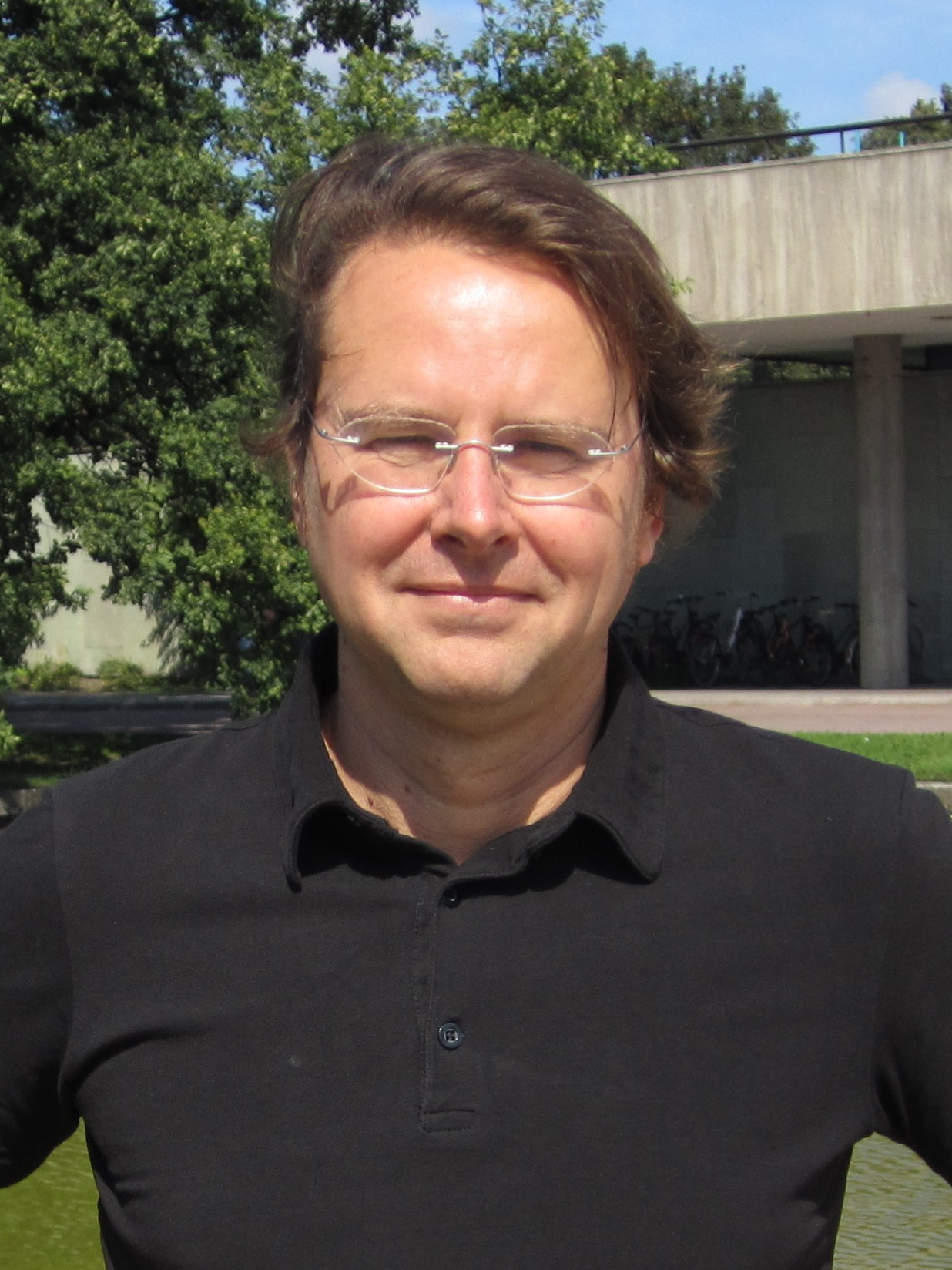
Martin Unfried (* 1966)

- Unfried, Peter (* 1963), deutscher Journalist und Autor
- Unfriedt, Joachim Ludwig Schultheiß von (1678–1753), deutscher Architekt

### Ung
- Ung, Huot (* 1945), kambodschanischer Politiker
- Ung, Loung (* 1970), US-amerikanische Menschenrechtsaktivistin, Schriftstellerin und DozentinLoung Ung (* 1970)

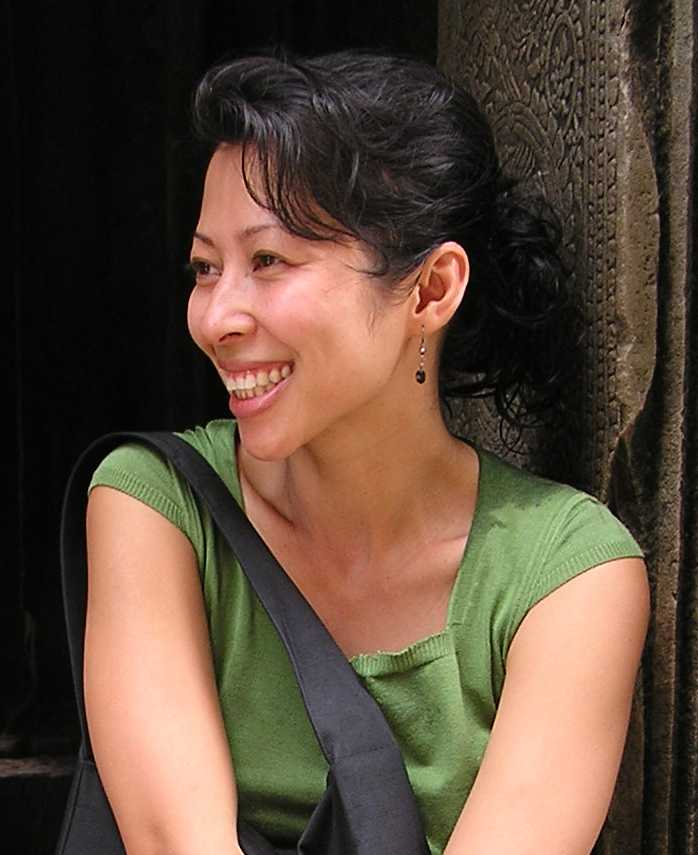
Loung Ung (* 1970)

- Ung, Per (1933–2013), norwegischer Bildhauer der realistisch-naturalistischen Schule

#### Unga
- Ungab, Isidro (* 1961), philippinischer Politiker
- Ungan, Cem Sultan (* 1967), deutscher Film- und Theaterschauspieler türkischer Herkunft
- Ungar, Antonio (* 1974), kolumbianischer Erzähler und Romanautor
- Ungar, David (* 2000), österreichischer Fußballspieler
- Ungar, Emil (1849–1934), deutscher Pädiater und Rechtsmediziner
- Ungar, Frederick (1898–1988), austroamerikanischer Verleger
- Ungar, Gary, Filmproduzent
- Ungar, Georges († 1978), Neurowissenschaftler
- Ungar, Hans (1916–2004), österreichischer Buchhändler
- Ungar, Hermann (1893–1929), mährischer Schriftsteller
- Ungár, Imre (1909–1972), ungarischer Pianist
- Ungar, Jay (* 1946), US-amerikanischer Fiddlespieler und Komponist
- Ungar, Karel Rafael (1744–1807), böhmischer katholische Priester und Historiker
- Ungár, Karl (1892–1975), Offizier der Gemeinsamen Armee Österreich-Ungarns
- Ungar, Klara (1840–1916), österreichische Opernsängerin (Sopran)
- Ungár, Klára (* 1958), ungarische Politikerin, Mitglied des Parlaments
- Ungar, Leopold (1912–1992), österreichischer katholischer Geistlicher und langjähriger Leiter der Caritas der Erzdiözese Wien
- Ungar, Lilly (1921–2023), österreichische Buchhändlerin
- Ungar, Otto (1901–1945), tschechoslowakischer Maler
- Ungar, Stu (1953–1998), US-amerikanischer Poker- und Gin-Rummy-Spieler
- Ungar, Thomas (* 1931), österreichischer Dirigent, Musikpädagoge und Generalmusikdirektor
- Ungar, Udo (* 1964), deutscher Fotograf und Designer
- Ungar, Walter (1885–1945), österreichischer NS-Funktionär
- Ungarelli, Afonso Maria (1897–1988), italienischer, römisch-katholischer Ordensgeistlicher und Prälat von Pinheiro
- Ungaretti, Giuseppe (1888–1970), italienischer Schriftsteller
- Ungaro, Emanuel (1933–2019), französischer Modedesigner der Haute CoutureEmanuel Ungaro (1933–2019)

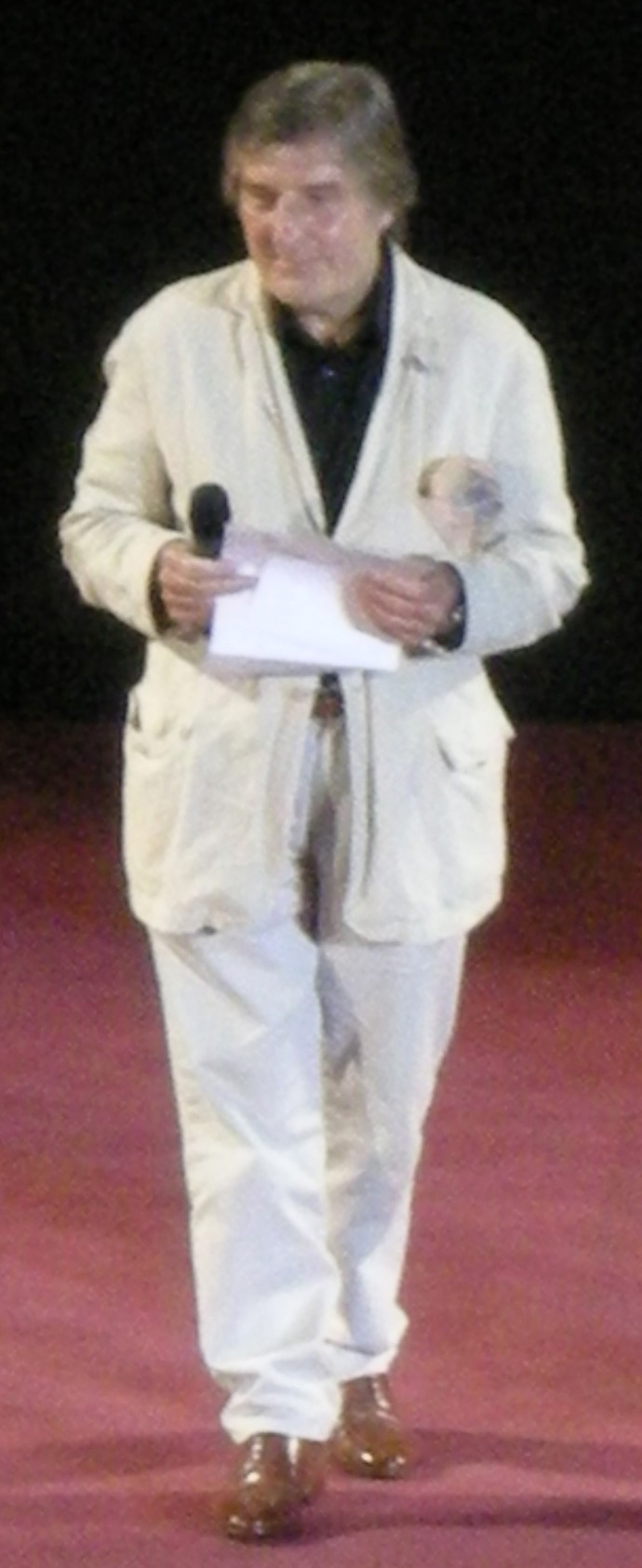
Emanuel Ungaro (1933–2019)

#### Unge
- Unge, Simon (* 1990), deutscher Influencer und WebvideoproduzentSimon Unge (* 1990)

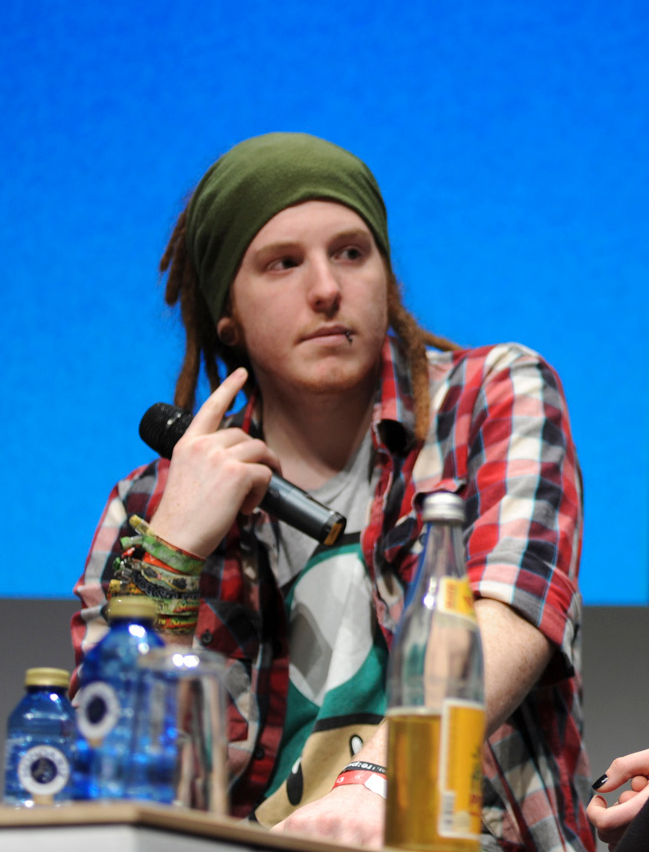
Simon Unge (* 1990)

##### Ungeb
- Ungebaur, Erasmus (1582–1659), deutscher Rechtswissenschaftler

##### Ungef
- Ungefug, Christoph (1597–1647), Bürgermeister von Kassel
- Ungefug, Gerhard (1490–1542), evangelischer Theologe und Pfarrer
- Ungefug, Johann Christoph, Bürgermeister von Kassel
- Ungefug, Johann Christoph (1728–1775), deutscher Orgelbauer in Litauisch Preußen

##### Ungeh
- Ungeheuer, Albert (1915–1944), luxemburgischer Widerständler im Zweiten Weltkrieg
- Ungeheuer, Edgar (1920–1992), deutscher Chirurg
- Ungeheuer, Gerold (1930–1982), deutscher Kommunikationswissenschaftler
- Ungeheuer, Günther (1925–1989), deutscher Schauspieler
- Ungeheuer, Natascha (* 1937), deutsche Malerin
- Ungeheuer, Philipp (* 1986), deutscher Schauspieler
- Ungeheuer, Udo (* 1950), deutscher Manager

##### Ungel
- Ungelenk, Alfred (1890–1978), deutscher Physiker und Unternehmer
- Ungelenk, Johannes (* 1986), deutscher Literaturwissenschaftler
- Ungelter von Deissenhausen, Johann Nepomuk August (1731–1804), Weihbischof in Augsburg
- Ungelter, Karl Alexander von (* 1866), deutscher Landrat

##### Ungem
- Ungemach, Charles Léon (1844–1928), elsässischer Industrieller und Landtagsabgeordneter
- Ungemach, Fritz Rupert (1947–2009), deutscher Tierarzt und Pharmakologe
- Ungemach, Matthias (* 1968), deutscher Ruderweltmeister

##### Ungep
- Ungepflegt, Barbara (* 1975), österreichische Performance-, Video- und Installationskünstlerin

##### Unger
- Unger († 1012), Bischof von Posen
- Unger, Adolf (1904–1942), österreichischer Schriftsteller
- Unger, Alena (* 1983), tschechische Handballspielerin und -trainerin
- Unger, Alfred H. (1898–1989), deutscher Schriftsteller, Bühnenautor (Dramatiker), Chefdramaturg der UFA sowie Übersetzer (1924–1933)
- Unger, Alois († 1848), ungarischer Porträt-, Historien- und Genremaler
- Unger, Anna (* 1944), deutsche Skilangläuferin
- Unger, Annelie (* 1951), deutsche Gewerkschafterin (FDGB)
- Unger, Annette (* 1962), deutsche Geigerin, Violinpädagogin und Hochschullehrerin
- Unger, Arthur Wilhelm (1870–1945), österreichischer Buchgestalter
- Unger, Asta von (* 1970), deutsche Malerin
- Unger, August (1869–1945), deutscher Maler und Glasgestalter mit stilistischer Nähe zum Werkbund
- Unger, Barbara († 1530), thüringische Märtyrerin der Täuferbewegung
- Unger, Barbara (* 1943), deutsche Politikerin (SPD), MdA
- Unger, Bernhard (* 1999), österreichischer Fußballspieler
- Unger, Billy (* 1995), US-amerikanischer Schauspieler
- Unger, Bodo (1819–1885), deutscher Chemiker, Unternehmer und Autor
- Unger, Brigitte (* 1955), österreichische Wirtschafts- und Sozialwissenschaftlerin
- Unger, Carl (1878–1929), deutscher Maschinenbauingenieur, Theosoph und Anthroposoph
- Unger, Carl (1910–1997), deutscher Jurist
- Unger, Carl (1915–1995), österreichischer Maler
- Unger, Carl Max (1837–1886), deutscher Unternehmer
- Unger, Carl Richard (1817–1897), norwegischer Philologe und Quelleneditor
- Unger, Caroline (1803–1877), österreichische Opernsängerin (Sopran)Caroline Unger (1803–1877)

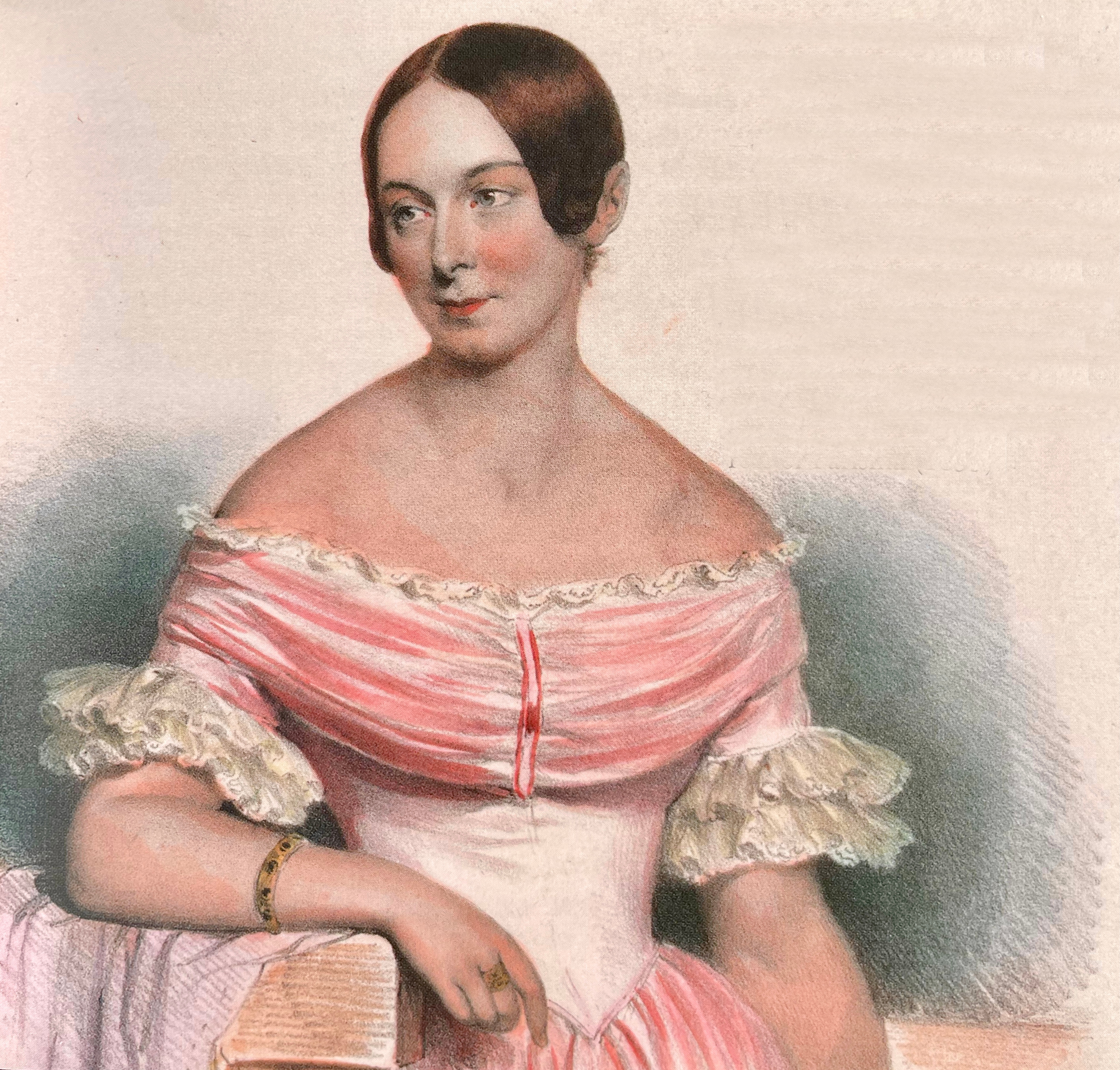
Caroline Unger (1803–1877)

- Unger, Christian (* 1746), deutscher Bildhauer
- Unger, Christian (* 1967), Private-Equity-Manager
- Unger, Christoph (* 1958), deutscher Jurist und Verwaltungsbeamter
- Unger, Claudia (* 1970), deutsche Kostümbildnerin
- Unger, Corinna R. (* 1978), deutsche Historikerin
- Unger, Craig, US-amerikanischer Journalist
- Unger, Curt (1888–1955), deutscher Redakteur, Lokalpolitiker und Heimatforscher
- Unger, Daniel (* 1978), deutscher Triathlet
- Unger, Deborah Kara (* 1966), kanadische SchauspielerinDeborah Kara Unger (* 1966)

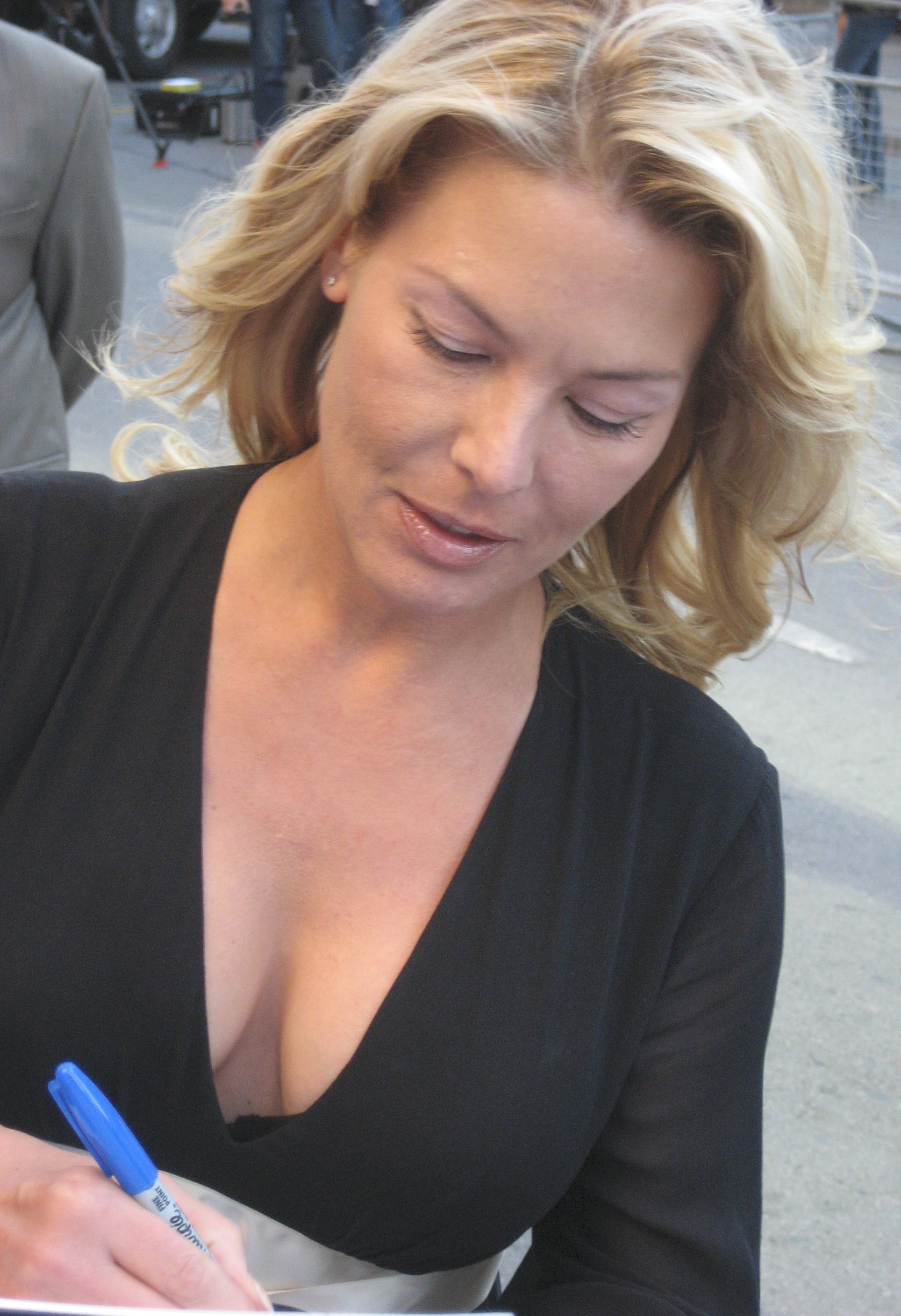
Deborah Kara Unger (* 1966)

- Unger, Dietmar-Richard (* 1944), deutscher Sänger und Politiker (CDU), MdVK, MdB
- Unger, Donald (1894–1943), Schweizer Eishockeyspieler
- Unger, Eckhard (1885–1966), deutscher Vorderasiatischer Archäologe, Altorientalist und Hochschullehrer
- Unger, Edmund de (1918–2011), ungarisch-britischer Kunstsammler
- Unger, Else (1873–1936), österreichische Kunsthandwerkerin
- Unger, Ephraim Salomon (1789–1870), deutscher Mathematiker und Hochschullehrer
- Unger, Erich (1887–1950), deutscher Philosoph
- Unger, Erich (* 1951), deutscher Fußballspieler
- Unger, Ernst (1875–1938), deutscher Arzt
- Unger, Ernst (* 1877), deutscher Lebensmittelchemiker und Senator in Danzig
- Unger, Ernst (1889–1954), deutscher Bildhauer
- Unger, Ernst (1915–2011), deutscher Allgemeinarzt und ärztlicher Standespolitiker
- Unger, Ernst von (1831–1921), preußischer Offizier, General der Kavallerie
- Unger, Fabian (* 1992), österreichischer Schauspieler
- Unger, Felix (* 1946), österreichischer Chirurg
- Unger, Ferdinand T. (1914–1999), US-amerikanischer Offizier, Generalleutnant der US-Army
- Unger, Franz (1800–1870), österreichischer Botaniker, Paläontologe und Pflanzenphysiologe
- Unger, Fred (1917–2000), Schweizer Architekt
- Unger, Frieda (1888–1975), deutsche Politikerin
- Unger, Friederike Helene († 1813), deutsche Schriftstellerin
- Unger, Friedrich (1811–1858), deutscher Maler und Zeichner
- Unger, Friedrich (1881–1947), deutscher Landrat
- Unger, Friedrich August (1758–1846), deutscher evangelischer Geistlicher
- Unger, Friedrich August (1833–1893), deutscher Arzt
- Unger, Friedrich von (1797–1869), deutscher Forstmeister
- Unger, Friedrich von (1885–1972), deutscher Generalmajor der Wehrmacht
- Unger, Friedrich Wilhelm (1810–1876), deutscher Jurist und Kunsthistoriker
- Unger, Friedrich Wilhelm von (1792–1867), deutscher Geheimer Kammerrat
- Unger, Garry (* 1947), kanadischer Eishockeyspieler und -trainer
- Unger, Georg (1837–1887), deutscher Opernsänger der Stimmlage Tenor
- Unger, Georg Christian (1743–1799), deutscher Architekt und Baumeister Friedrich II. von Preußen
- Unger, Georg Friedrich (1826–1906), deutscher Althistoriker
- Unger, Gerard (1942–2018), niederländischer Grafikdesigner, Schriftentwerfer, Typograf, Autor und Hochschullehrer
- Unger, Gerhard (1916–2011), deutscher Opernsänger (Charaktertenor)
- Unger, Gert Fritz (1921–2005), deutscher Schriftsteller
- Unger, Goffredo (1933–2009), italienischer Stuntman und Schauspieler
- Unger, Göran (1899–1982), schwedischer Zehnkämpfer
- Unger, Gottlieb (1899–1949), österreichischer Politiker (SPÖ), Landtagsabgeordneter
- Unger, Guido (* 1967), deutscher Karate-Kämpfer
- Unger, Günter (* 1941), österreichischer Schriftsteller, Publizist und Regisseur
- Unger, Günter (* 1958), österreichischer Musikmanager und Unternehmer
- Unger, Hanns-Joachim (1898–1979), deutscher Vereinsfunktionär
- Unger, Hans (1872–1936), deutscher Maler
- Unger, Hans (1897–1981), österreichischer Politiker (SPÖ), Landtagsabgeordneter im Burgenland
- Unger, Hans (1915–1975), deutscher Grafikdesigner, Plakat- und Mosaikkünstler
- Unger, Hans (* 1979), österreichischer Politiker (ÖVP), Landtagsabgeordneter
- Unger, Hans-Georg (1926–2022), deutscher Elektrotechniker, Hochschullehrer für Hochfrequenztechnik
- Unger, Hanskarl von (1930–2021), deutscher Politiker (CDU), MdL
- Unger, Heinrich (1868–1939), deutscher Politiker (NSDAP), MdR und Buchhalter
- Unger, Heinz (1895–1965), deutscher Dirigent
- Unger, Heinz (1914–2007), deutscher Mathematiker und Ingenieurwissenschaftler
- Unger, Heinz Rudolf (1938–2018), österreichischer SchriftstellerHeinz Rudolf Unger (1938–2018)

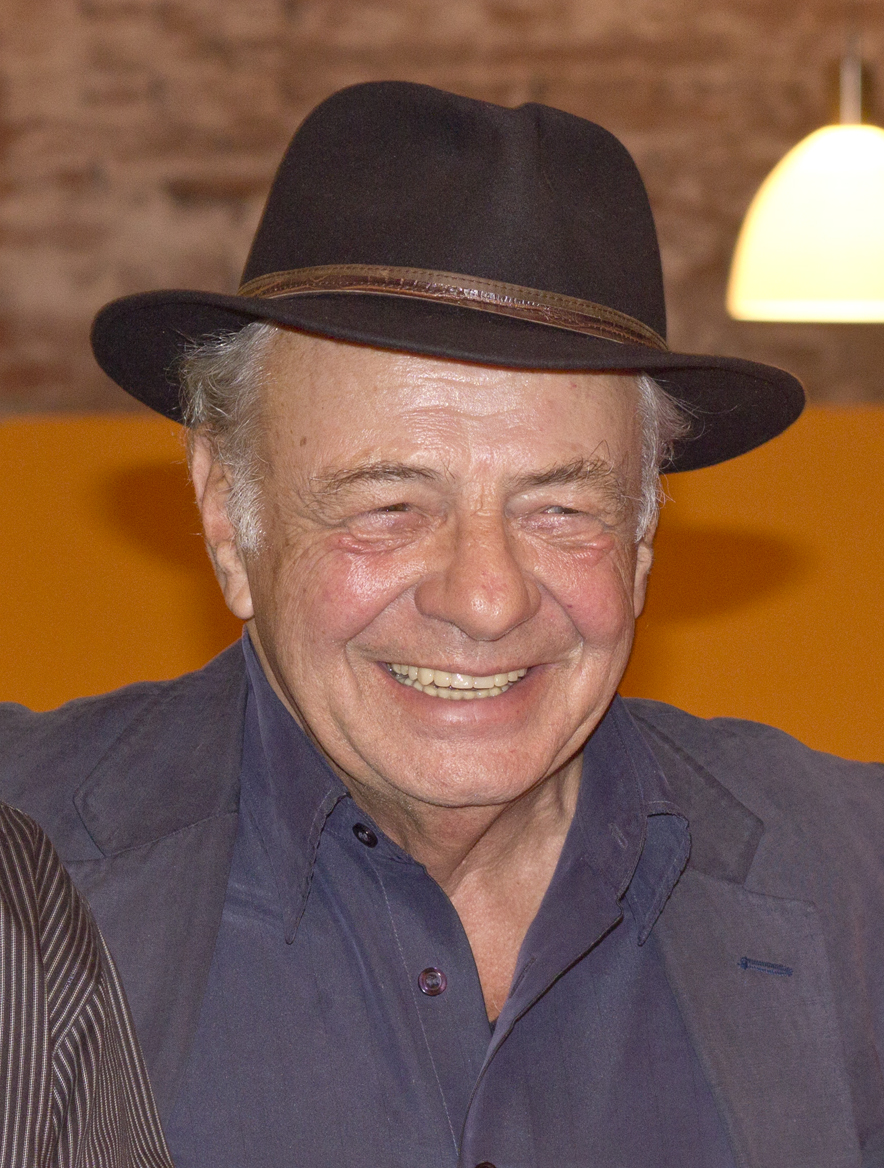
Heinz Rudolf Unger (1938–2018)

- Unger, Helga (* 1939), deutsche Bibliotheksdirektorin, Literaturwissenschaftlerin und Schriftstellerin
- Unger, Hella (1875–1934), österreichische Bildhauerin und Medailleurin
- Unger, Hella von (* 1971), deutsche Sozialwissenschaftlerin und Hochschullehrerin
- Unger, Hellmuth (1891–1953), deutscher Mediziner und Schriftsteller
- Unger, Helmut (1923–2016), deutscher Heimatforscher
- Unger, Helmut (* 1943), deutscher Skilangläufer
- Unger, Helmuth (* 1906), deutscher SA-Führer
- Unger, Hermann (1886–1958), deutscher Komponist
- Unger, Hermann (1905–1980), preußischer Landrat im Kreis Zell
- Unger, Hermann (1920–1982), deutscher Brigadegeneral der Bundeswehr
- Unger, Jenny (* 1983), deutsche Basketballspielerin
- Unger, Jim (1937–2012), kanadischer Cartoonist
- Unger, Joachim Jacob (1826–1912), österreichischer Rabbiner und Autor
- Unger, Jochem (1944–2023), deutscher Maschinenbauingenieur
- Unger, Joe (* 1949), US-amerikanischer Schauspieler
- Unger, Johann Carl (* 1771), österreichischer Dichter
- Unger, Johann Friedrich (1714–1781), deutscher Politiker, Arithmetiker und Marktforscher
- Unger, Johann Friedrich (1753–1804), deutscher Drucker und Typograf
- Unger, Johanna (1837–1871), deutsche Historien- und Porträtmalerin der Düsseldorfer und Münchner Schule
- Unger, Johannes (* 1964), deutscher Fernsehjournalist, Filmregisseur und Autor
- Unger, Johannes (* 1976), deutscher Organist
- Unger, Josef (1846–1922), österreichischer Architekt
- Unger, Joseph (1828–1913), österreichischer Jurist und Politiker, Landtagsabgeordneter
- Unger, Julius von (1819–1906), deutscher Kriegsrat und Schriftsteller
- Unger, Jürgen (1964–2017), deutscher Basketballschiedsrichter
- Unger, Karl (1782–1835), deutscher Chirurg und Hochschullehrer
- Unger, Kaspar, deutscher Tischler, Menuisier und Kunsthandwerker
- Unger, Katherina (* 1997), deutsche Filmschauspielerin
- Unger, Klaus (1936–2020), deutscher Chemiker und Hochschullehrer
- Unger, Klemens (* 1954), deutscher Kulturpolitiker
- Unger, Konrad (* 1899), deutscher SS-Führer
- Unger, Konrad (1934–2014), deutscher Physiker
- Unger, Kurt (1901–1972), deutscher Politiker (NSDAP), MdL
- Unger, Kurt von (1859–1931), preußischer General der Kavallerie
- Unger, Lars (* 1972), deutscher FußballspielerLars Unger (* 1972)

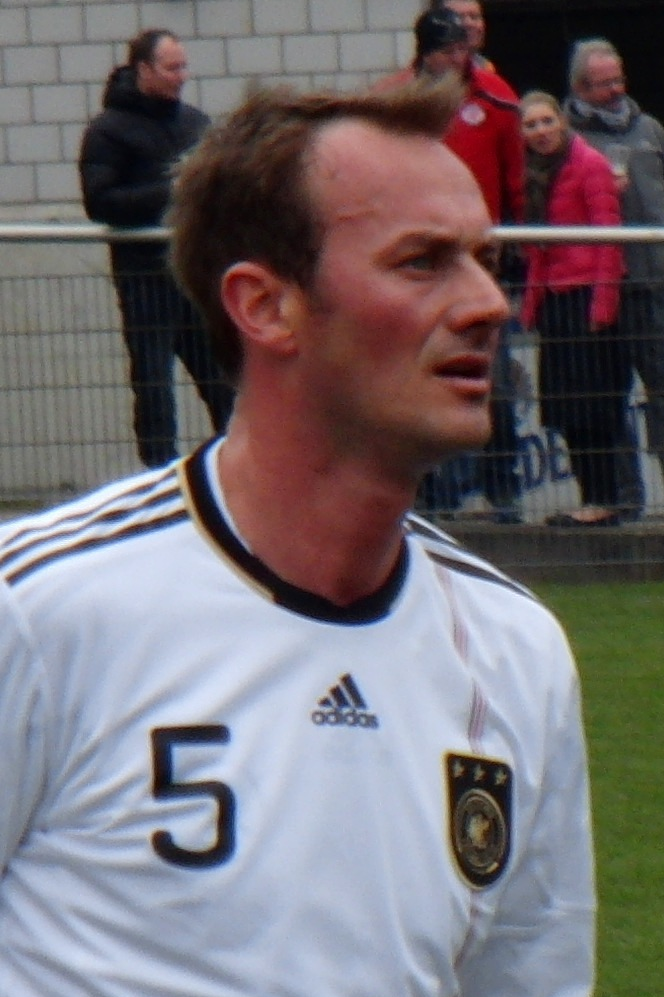
Lars Unger (* 1972)

- Unger, Leopold (1922–2011), polnischer Journalist und Essayist
- Unger, Luise, deutsche Mathematikerin
- Unger, Lutz (* 1951), deutscher Schwimmer
- Unger, Manasse (1802–1868), deutscher Maler und Kunstwissenschaftler
- Unger, Manfred (1930–2016), deutscher Historiker und Archivar
- Unger, Manfred (* 1969), österreichischer Fußballspieler und Trainer
- Unger, Marcel (* 1985), deutscher Fußballschiedsrichter
- Unger, Maria (* 1952), deutsche Politikerin (SPD), Bürgermeisterin von Gütersloh
- Unger, Marian (* 1983), deutscher Fußballtorhüter
- Unger, Markus (* 1981), deutscher Fußballspieler
- Unger, Marta (1903–1979), deutsche Juristin und nationalsozialistische Funktionärin
- Unger, Mathias der Ältere († 1862), ungarischer Spielkartenmaler
- Unger, Mathias der Jüngere (1824–1878), ungarischer Spielkartenmaler
- Unger, Max (1854–1918), deutscher Bildhauer
- Unger, Max (* 1986), US-amerikanischer American-Football-Spieler
- Unger, Max Ernst (1883–1959), deutscher Musiker und Musikwissenschaftler
- Unger, Maya (* 1995), österreichische Schauspielerin
- Unger, Mirijam (* 1988), deutsche Basketballnationalspielerin
- Unger, Mirjam (* 1970), österreichische Hörfunkmoderatorin und FilmregisseurinMirjam Unger (* 1970)

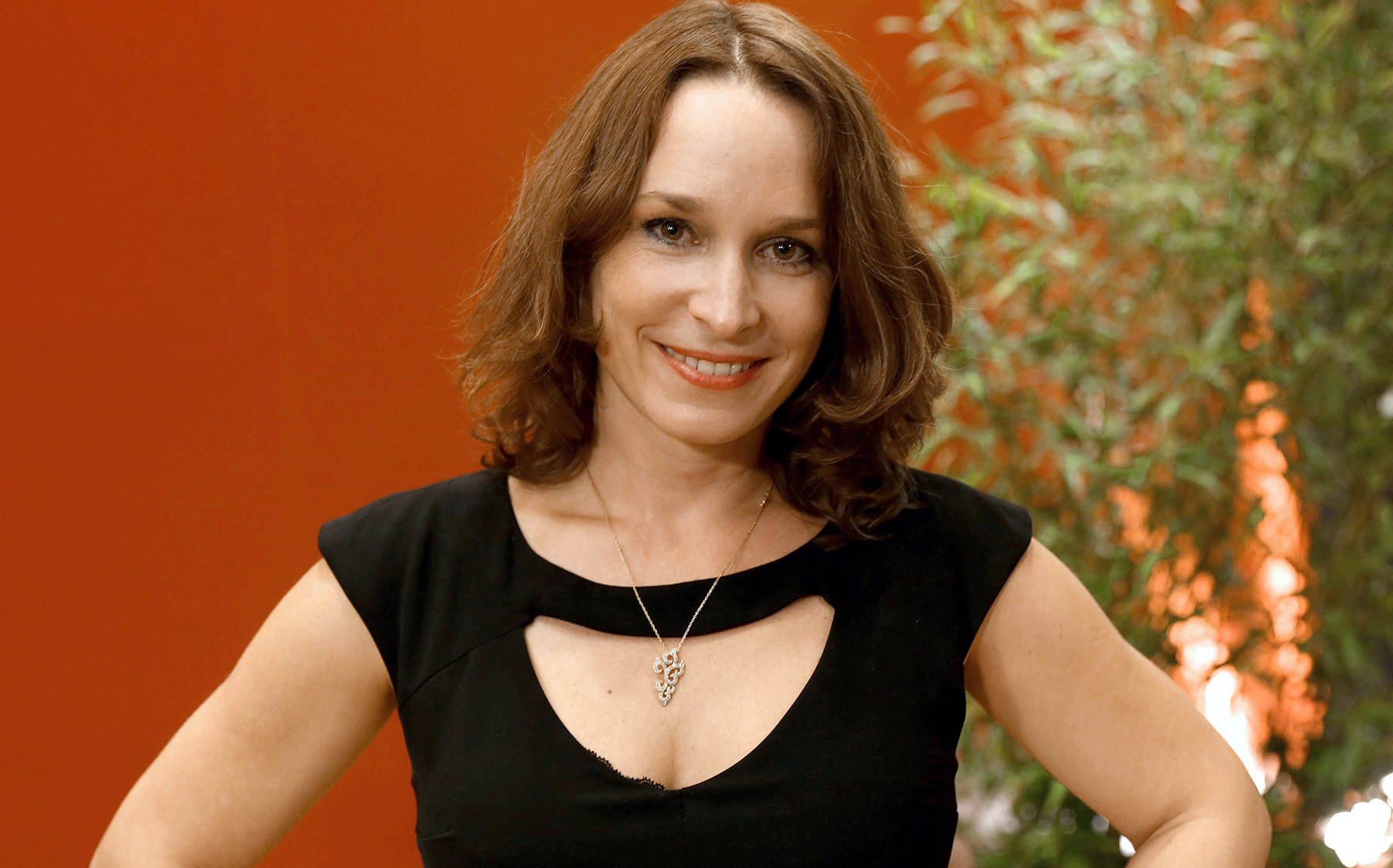
Mirjam Unger (* 1970)

- Unger, Nicole (* 1972), deutsche Schauspielerin
- Unger, Otto (1893–1938), deutscher kommunistischer Parteifunktionär
- Unger, Patrick (* 1983), deutscher Basketballtrainer
- Unger, Patrizia (* 1994), deutsche Musicaldarstellerin
- Unger, Peter (* 1944), deutscher Unternehmer
- Unger, Peter K. (* 1942), US-amerikanischer Philosoph und Professor an der New York University
- Unger, Petra (* 1944), deutsche Amts- und Verfassungsrichterin
- Unger, Pierre-François (* 1951), Schweizer Politiker (CVP)
- Unger, Pirmin (* 1987), deutscher Basketballspieler
- Unger, Raymond (* 1963), deutscher bildender Künstler und SchriftstellerRaymond Unger (* 1963)

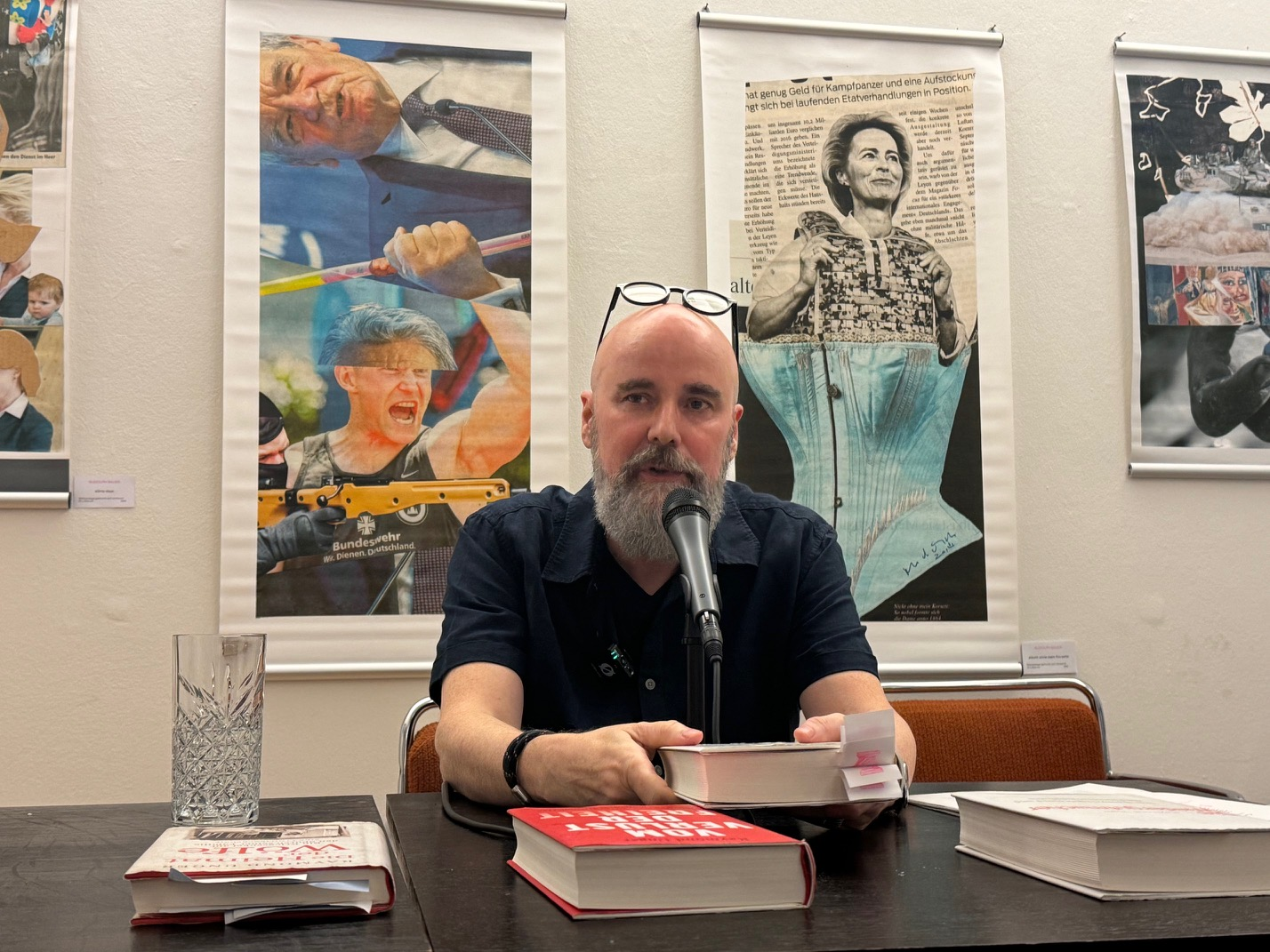
Raymond Unger (* 1963)

- Unger, Reinhart (* 1953), deutscher Heimatforscher
- Unger, Reinhold (1880–1974), deutscher Bildhauer, Keramiker und Porzellanmodelleur
- Unger, Rika (1917–2002), deutsche Bildhauerin
- Unger, Robert (* 1961), deutscher Rechtsanwalt und Strafverteidiger
- Unger, Robert von (1828–1887), preußischer Generalmajor
- Unger, Roberto Mangabeira (* 1947), brasilianischer Philosoph, Politologe, Sozialtheoretiker und ehemaliger Minister
- Unger, Roger H. (1924–2020), US-amerikanischer Endokrinologe
- Unger, Roland (1941–2022), deutscher Kunstpädagoge und Maler
- Unger, Rolf (* 1919), deutscher LDPD-Funktionär
- Unger, Rudolf (1876–1942), deutscher Germanist und Literaturhistoriker
- Unger, Sabine (* 1960), deutsche Schauspielerin
- Unger, Sebastian (* 1975), deutscher Jurist und Hochschullehrer
- Unger, Sebastian (* 1976), deutscher Meeresbiologe, Meeresbeauftrager der Bundesregierung
- Unger, Sebastian (* 1978), deutscher Schriftsteller
- Unger, Sigrun, deutsche Handballspielerin
- Unger, Steffen (* 1969), deutscher Bürgermeister
- Unger, Theodor (1836–1896), preußischer Generalleutnant
- Unger, Theodor (1840–1896), österreichischer Archivar, Numismatiker und Sprachforscher
- Unger, Theodor (1846–1912), deutscher Autor, Stadtplaner und Architekt der Neugotik der Wiener Schule
- Unger, Thomas (* 1960), deutscher Basketballspieler
- Unger, Thomas (* 1970), deutscher Schauspieler
- Unger, Thorsten (* 1962), deutscher Literaturwissenschaftler
- Unger, Tilmann (* 1968), deutscher Sänger (Heldentenor)
- Unger, Tim (* 1994), deutscher American-Football-Spieler
- Unger, Tobias (* 1979), deutscher SprinterTobias Unger (* 1979)

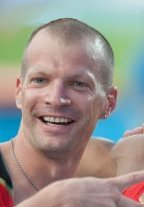
Tobias Unger (* 1979)

- Unger, Tom (* 1985), deutscher Politiker (CDU), MdL
- Unger, Torsten (* 1956), deutscher Germanist, Journalist und Moderator
- Unger, Ulrich (1930–2006), deutscher Sinologe
- Unger, Urban von (1786–1858), deutscher Geologe und Bergrat
- Unger, Waldemar (1881–1961), österreichischer Politiker (SDAP), Landtagsabgeordneter
- Unger, Walter (1909–1999), deutscher Politiker (NSDAP), MdR, MdL
- Unger, Walter (* 1943), deutscher Politiker (SPD) und Rechtsanwalt
- Unger, Walther U. (1876–1929), deutscher Kapellmeister, Dirigent und Pianohändler
- Unger, Werner (1922–2014), deutscher Heimatforscher
- Unger, Werner (1931–2002), deutscher Fußballspieler
- Unger, Werner (* 1941), deutscher Jurist
- Unger, Wilhelm (1775–1855), deutscher Maler, Kupferstecher und Lithograf
- Unger, Wilhelm (1849–1910), deutscher Jurist
- Unger, Wilhelm (1904–1985), deutscher Autor
- Unger, William (1837–1932), deutsch-österreichischer Radierer und Kupferstecher
- Unger, Wolfgang (1948–2004), deutscher Kapellmeister, Chorleiter und Hochschullehrer
- Unger, Wolfgang von (1855–1927), preußischer General der Kavallerie und Militärschriftsteller
- Unger-Soyka, Brigitte (* 1949), deutsche Pädagogin und Politikerin (SPD), MdL
- Ungerank, Lisa (* 1991), österreichische Sportschützin
- Ungerank, Nadine (* 1996), österreichische Sportschützin
- Ungerath, Robin (* 1998), deutscher Fußballspieler
- Ungerböck, Gottfried (* 1940), österreichischer Elektrotechniker
- Ungerbühler, Otto (1799–1857), preußischer Jurist, Mitglied der Frankfurter Nationalversammlung
- Ungerer, Alfred (1861–1933), französischer Uhrmacher und Turmuhrenfabrikant
- Ungerer, August (1860–1921), deutscher Ingenieur und Erfinder
- Ungerer, Dietrich (1933–2013), deutscher Sport- und Sicherheitswissenschaftler
- Ungerer, Emil (1888–1976), deutscher Botaniker und Philosoph
- Ungerer, Friedrich (* 1937), deutscher Anglist
- Ungerer, Hilarios (* 1941), deutscher Erzbischof
- Ungerer, Holger (* 1944), deutscher Schauspieler, Hörspiel- und Synchronsprecher
- Ungerer, Jacob (1840–1920), deutscher Bildhauer
- Ungerer, Klaus (* 1969), deutscher Schriftsteller, Journalist und Satiriker
- Ungerer, Lilith (1944–2000), deutsche Schauspielerin
- Ungerer, Markus E. (1967–2019), deutscher Fachautor für Brandschutz und Feuerwehr
- Ungerer, Miriam (1928–2015), US-amerikanische Autorin
- Ungerer, Théodore (1894–1935), französischer Uhrmacher, Fabrikant sowie Historiker
- Ungerer, Tomi (1931–2019), französischer Zeichner, Grafiker, Illustrator und AutorTomi Ungerer (1931–2019)

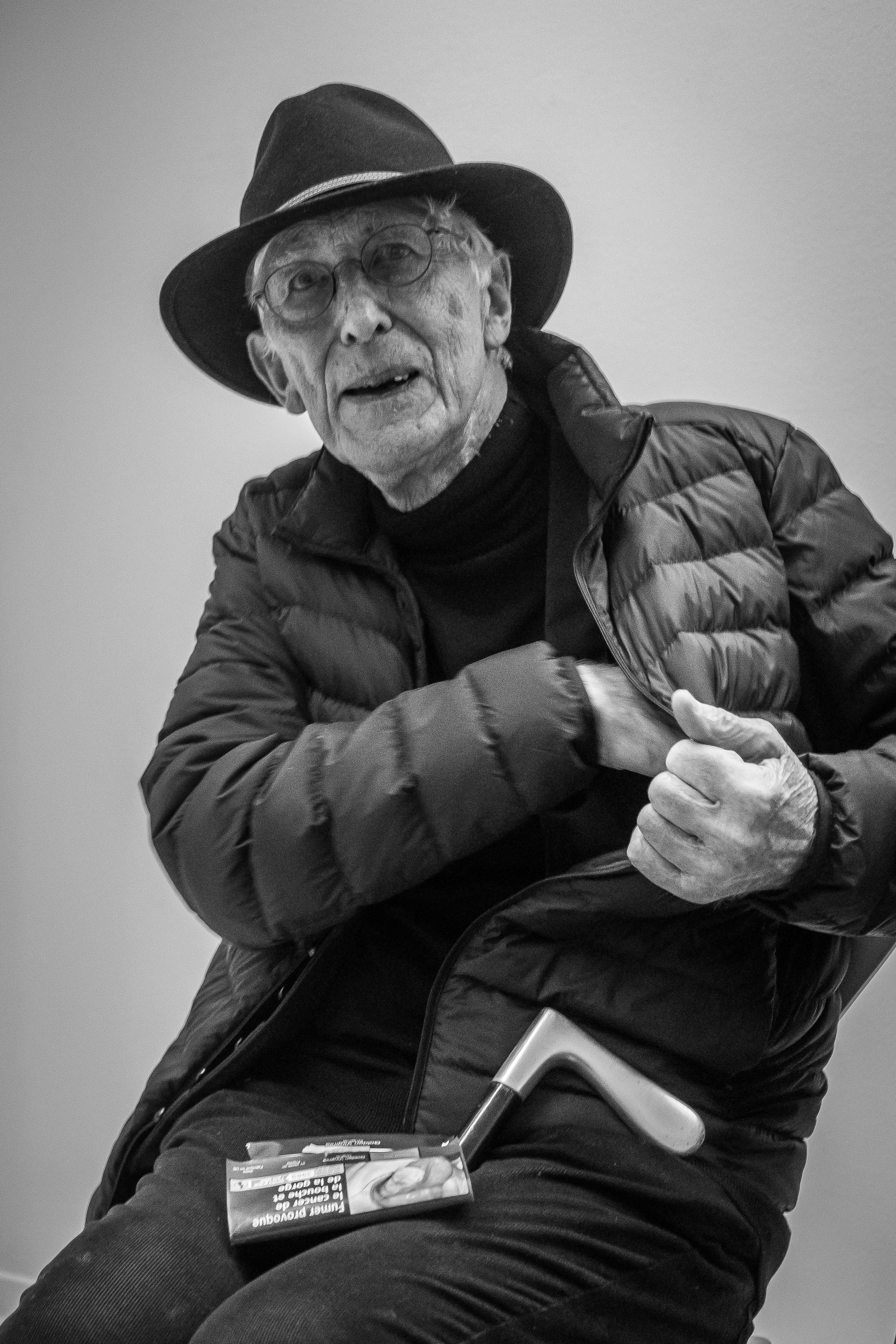
Tomi Ungerer (1931–2019)

- Ungerer-Röhrich, Ulrike (* 1948), deutsche Sportwissenschaftlerin und Hochschullehrerin
- Ungerland, Helmut (1905–1989), deutscher Produktionsleiter und Filmproduzent
- Ungerleider, Leslie G. (1946–2020), US-amerikanische Neuropsychologin
- Ungermann, Josef (1902–1985), deutscher Behördenangestellter und Politiker (SPD), MdL Bayern
- Ungermann, Wienand (1895–1969), deutscher Politiker, Landrat
- Ungern-Sternberg, Alexander von (1806–1868), deutscher Erzähler, Dichter und Maler
- Ungern-Sternberg, Antje von (* 1974), deutsche Rechtswissenschaftlerin und Hochschullehrerin
- Ungern-Sternberg, Arthur von (1885–1949), deutscher Theologe und evangelisch-lutherischer Superintendent
- Ungern-Sternberg, Christina von (* 1979), deutsche Fernsehmoderatorin und -journalistin
- Ungern-Sternberg, Eduard von (1836–1904), deutscher Schriftsteller und Politiker, MdR
- Ungern-Sternberg, Joachim von (* 1942), deutscher Jurist und Richter am Bundesgerichtshof
- Ungern-Sternberg, Jürgen von (1940–2025), deutscher Althistoriker
- Ungern-Sternberg, Mattias Alexander von (1689–1763), schwedischer Feldmarschall und Landmarschall
- Ungern-Sternberg, Michael Freiherr von (* 1955), deutscher Diplomat und Botschafter
- Ungern-Sternberg, Olga von (1895–1997), deutsche Astrologin, Ärztin und Psychoanalytikerin
- Ungern-Sternberg, Otto Reinhold Ludwig von (1744–1811), polnischer Kammerherr und Gesandter sowie estländischer Reeder und Gutsbesitzer
- Ungern-Sternberg, Reinhold Renauld von (1908–1991), deutscher Diplomat
- Ungern-Sternberg, Reinhold von (1656–1713), Ritterschaftshauptmann der Estländischen Ritterschaft
- Ungern-Sternberg, Renata Freiin von (1918–2013), deutsche Kindergärtnerin, Jugendleiterin und Regierungsdirektorin
- Ungern-Sternberg, Roderich von (1885–1965), deutscher Bevölkerungswissenschaftler und Schriftsteller
- Ungern-Sternberg, Roman von (1886–1921), deutsch-baltischer Adeliger und Khan der MongoleiRoman von Ungern-Sternberg (1886–1921)

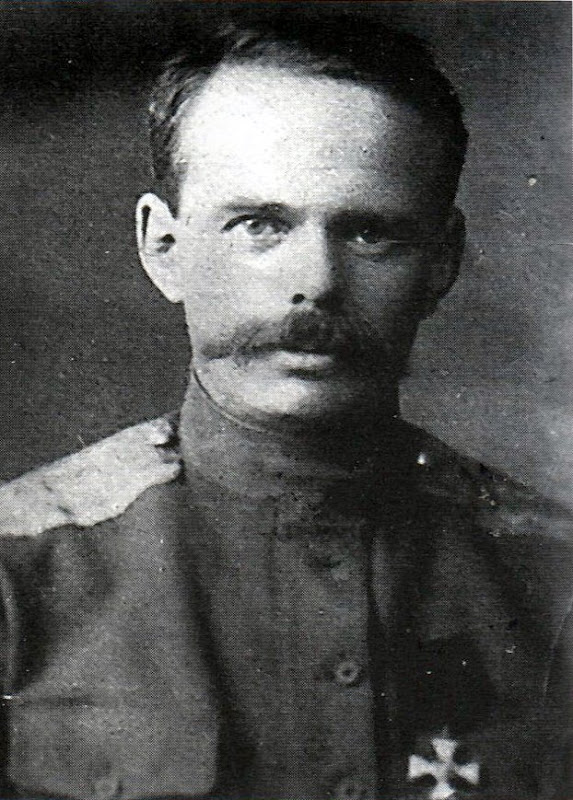
Roman von Ungern-Sternberg (1886–1921)

- Ungern-Sternberg, Sven von (* 1942), deutscher Politiker (CDU), Regierungspräsident des Regierungsbezirks Freiburg
- Ungern-Sternberg, Walther von (1881–1959), deutscher Jagdmaler, Tiermaler, Illustrator, Journalist und Schriftsteller
- Ungerová, Sofia (* 2006), slowakische Radsportlerin
- Ungers, Liselotte (1925–2010), deutsche Autorin, Buchsammlerin und Diplomkauffrau
- Ungers, Oswald Mathias (1926–2007), deutscher Architekt und Architekturtheoretiker
- Ungers, Simon (1957–2006), deutscher Architekt und Künstler
- Ungersböck, Johann (1927–1999), österreichischer Politiker (ÖVP), Landtagsabgeordneter
- Ungersböck, Waltraud (* 1976), österreichische Politikerin (ÖVP), Landtagsabgeordnete

##### Unget
- Ungethüm, Karl (1910–1995), deutscher Radrennfahrer
- Ungethüm, Michael (1943–2022), deutscher Medizintechniker

##### Ungew
- Ungewitter, Arthur (1885–1955), deutscher Jurist
- Ungewitter, Dieter (* 1951), deutscher Fußballspieler
- Ungewitter, Georg Gottlob (1820–1864), deutscher Architekt und Baumeister
- Ungewitter, Hugo (1869–1947), deutscher Maler
- Ungewitter, Johann Christoph (1681–1756), deutscher reformierter Theologe
- Ungewitter, Reinhard Christoph (1715–1784), deutscher reformierter Theologe
- Ungewitter, Richard (1869–1958), deutscher Organisator der FKK-Bewegung
- Ungewitter, Sigismund (1853–1925), deutscher Reichsgerichtsrat

##### Ungey
- Ung’eyowun Bediwegi, Etienne (* 1959), kongolesischer Geistlicher, Bischof von Bondo

#### Ungi
- Ungibauer, Christoph Gottfried (1701–1758), deutscher Pfarrer und Kartoffel-Protagonist
- Ungius, Johannes Petri (1570–1617), schwedischer Theologe

#### Ungl
- Unglaub, Erich (* 1947), deutscher Literaturwissenschaftler und Komparatist
- Unglaub, Konrad (1860–1940), deutscher Eisenbahningenieur und Philatelist
- Unglaub, Volker (* 1955), deutscher Fernschachspieler
- Unglaube, Johannes, Propst des Kreuzherrenstifts zu Neisse
- Unglaube, René (* 1965), deutscher Fußballspieler
- Unglehrt, Max (1892–1953), deutscher Architekt
- Ungler, Florian († 1536), Buchdrucker und Herausgeber erster Bücher auf Polnisch
- Ungler, Franz (1945–2003), österreichischer Philosoph

#### Ungn
- Ungnad von Weissenwolf, David (1604–1672), erster Graf von Weißenwolf sowie Erblandhofmeister von Oberösterreich
- Ungnad von Weißenwolf, Helmhard Christoph (1635–1702), Landeshauptmann ob der Enns
- Ungnad von Weißenwolf, Nikolaus (1763–1825), österreichischer Feldmarschalleutnant
- Ungnad von Weißenwolff, Johann (1779–1855), österreichischer Offizier und Politiker
- Ungnad, Arthur (1879–1945), deutscher Semitist und Altorientalist
- Ungnad, Elisabeth von (1614–1683), deutsche Hofdame am ostfriesischen Fürstenhof
- Ungnad, Hans (1493–1564), österreichischer Staatsmann und Buchdrucker

#### Ungo
- Üngör, Osman Zeki (1880–1958), türkischer Komponist, Violinist und Dirigent
- Üngör, Uğur (* 1980), niederländischer Geschichtswissenschaftler

#### Ungr
- Ungría, Alfonso (* 1946), spanischer Filmregisseur
- Ungricht, Jean (1915–1969), Schweizer Psychologe

#### Ungu
- Ungur, Adrian (* 1985), rumänischer Tennisspieler
- Ungur, Ioan (1935–2003), rumänischer Politiker (PCR)
- Ungur, Liana (* 1985), rumänische Tennisspielerin
- Ungureanu, Alexandra (* 1981), rumänische Sängerin
- Ungureanu, Corina (* 1980), rumänische Kunstturnerin und -trainerin
- Ungureanu, Marius (* 1994), rumänischer Biathlet
- Ungureanu, Mihai Răzvan (* 1968), rumänischer Politiker
- Ungureanu, Nicolae (* 1956), rumänischer Fußballspieler und -trainer
- Ungureanu, Paula (* 1980), rumänische Handballspielerin
- Ungureanu, Teodora (* 1960), rumänische Kunstturnerin
- Ungureanu, Traian (* 1958), rumänischer Politiker (Partidul Democrat-Liberal), MdEP und Journalist
- Ungureanu-Binder, Mihaela (* 1964), rumänische Opernsängerin (Mezzosopran)
- Ungureit, David (* 1964), deutscher Drehbuchautor
- Ungureit, Heinz (1931–2025), deutscher Medienjournalist
- Unguru, Sabetai (1931–2024), israelischer Mathematikhistoriker
- Ungurușan, Bogdan (* 1983), rumänischer Fußballspieler

#### Ungv
- Ungvári, Attila (* 1988), ungarischer Judoka
- Ungvári, Miklós (* 1980), ungarischer Judoka
- Ungvárnémeti Tóth, László (1788–1820), ungarischer Dichter
- Ungváry, Krisztián (* 1969), ungarischer Historiker
- Ungvary, Tamas (1936–2024), ungarisch-schwedischer Dirigent, Komponist und Musikpädagoge

### Uni
- Uni-Phantom, Sexualstraftäter
- Uniacke, Mark (* 1965), britischer Programmierer und Schachspieler
- Unice, Josh (* 1989), US-amerikanischer Eishockeytorhüter
- Unienville, Alix d’ (1918–2015), französische Widerstandskämpferin und Schriftstellerin
- Unierzyska, Helena (1867–1932), polnische Malerin und Bildhauerin
- Unigwe, Chika (* 1974), nigerianisch-belgische Schriftstellerin und Literaturwissenschaftlerin
- UNIK (* 1986), deutscher Produzent und Liedschreiber
- Unikkatil (* 1981), albanischer Rapper
- Unikower, Franz (1901–1997), deutscher Jurist, Mitglied des Zentralrats der Juden in Deutschland
- Uninski, Alexander (1910–1972), US-amerikanischer Pianist
- Union, Gabrielle (* 1972), US-amerikanische SchauspielerinGabrielle Union (* 1972)

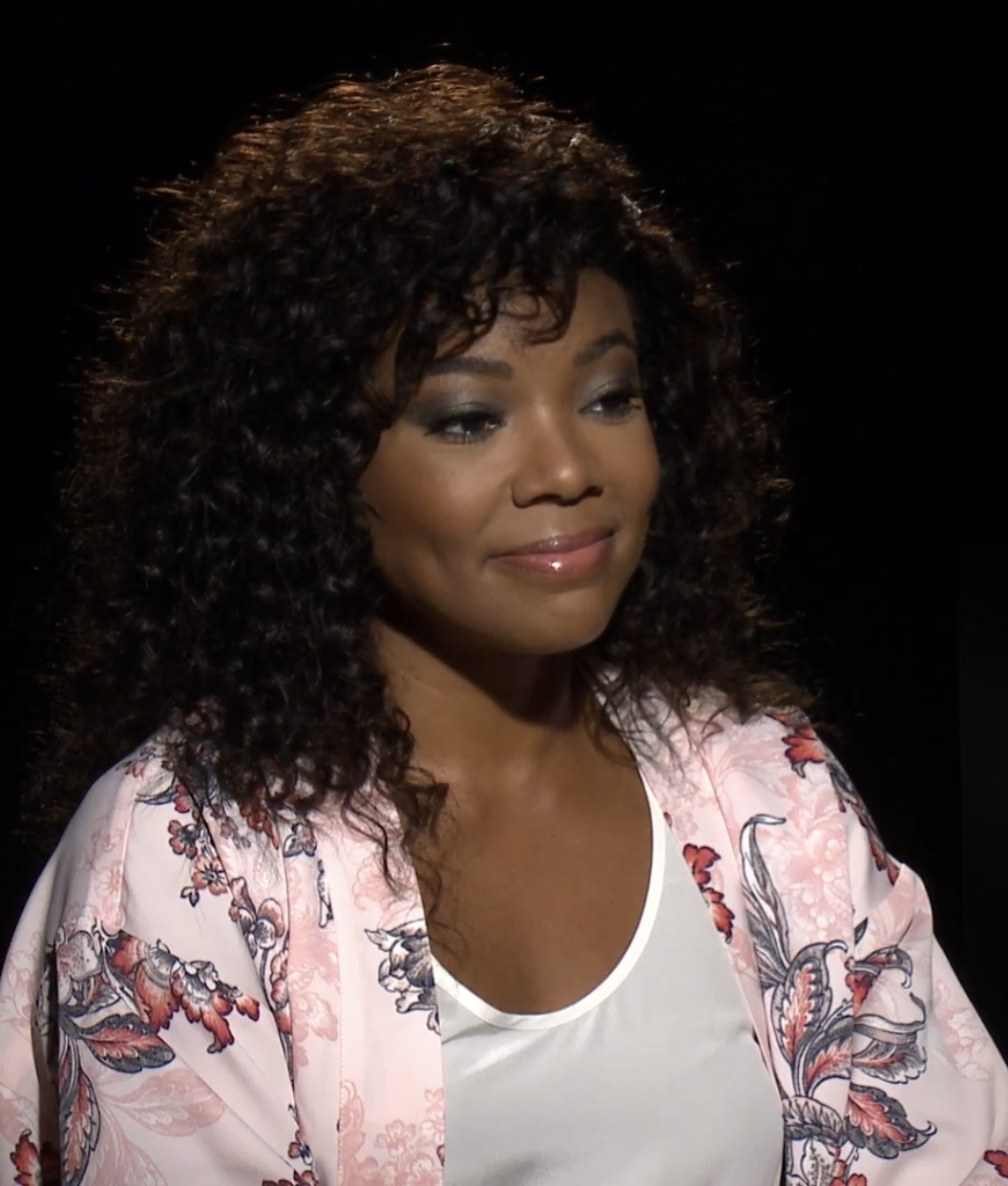
Gabrielle Union (* 1972)

- Unitas, Johnny (1933–2002), US-amerikanischer American-Football-Spieler auf der Position des Quarterbacks
- Unitt, Rachel (* 1982), englische Fußballspielerin

### Unk
- Unk (1981–2025), US-amerikanischer Rapper und DJ
- Unkai, Yonehara (1869–1925), japanischer Bildhauer
- Unkair, Jörg († 1553), deutscher Baumeister der Renaissance
- Unkart, Gustav (1842–1898), deutscher kaufmännischer Organisator
- Unkauf, Tobias (* 1987), deutscher Schauspieler und Biotechnologe
- Unkei († 1223), japanischer Bildhauer
- Unkel, Arnold von († 1482), Weihbischof in Köln
- Unkel, Friedrich (* 1953), deutscher Jurist und Richter am Verfassungsgerichtshof für das Land Baden-Württemberg
- Unkel, Fritz (1865–1944), deutscher Sportfunktionär und erster Vereinspräsident des FC Schalke 04
- Unkel, Monika, deutsche Japanologin
- Unkel, Petra (1925–2001), deutsche Schauspielerin, Synchronsprecherin und Kabarettistin
- Unkelbach, Helmut (1910–1968), deutscher Mathematiker, Politikwissenschaftler und Hochschullehrer
- Unkelhäusser, Károly (1866–1938), ungarischer Politiker und Minister
- Ünker, Pelin (* 1984), türkische Investigativjournalistin
- Unkhoff, Bruno (1931–2002), deutscher Bildhauer
- Unkoku, Tōgan (1547–1618), japanischer Maler
- Unkraut, Johann Heinrich (1758–1815), Bürgermeister in Brilon und Gewerke
- Unkrich, Lee (* 1967), US-amerikanischer Filmregisseur und FilmeditorLee Unkrich (* 1967)

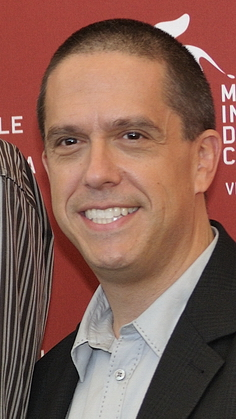
Lee Unkrich (* 1967)

- Unkrodt, Dietrich (1934–2006), deutscher Tubist und Kontrabassist
- Unkuri, Essi (* 1998), finnische Schauspielerin und Model

### Unl
- Unland, Georg (* 1953), deutscher Hochschulrektor und Politiker (CDU), Landesminister in Sachsen
- Unland, Hermann Josef (1929–2015), deutscher Jurist und Politiker (CDU), MdB
- Ünlü, Altuğ (* 1965), deutscher Komponist, Musikwissenschaftler und Hochschullehrer
- Ünlü, Bayram (* 1969), türkischer Fußballspieler
- Ünlü, Cihat (* 1955), türkischer Mediziner
- Ünlü, Fikret (1943–2019), türkischer Lehrer, Direktor und Politiker
- Ünlü, Kemalettin (* 1928), türkischer Fußballspieler
- Ünlü, Muhammed (* 1995), türkischer Boxer
- Ünlü, Süheyla (* 1990), deutsche Schauspielerin
- Ünlü, Tolga (* 1989), deutsch-türkischer Fußballspieler
- Ünlü, Umut (* 2002), deutscher Fußballspieler
- Ünlü, Volkan (* 1983), türkischer FußballtorhüterVolkan Ünlü (* 1983)

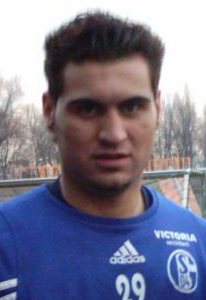
Volkan Ünlü (* 1983)

- Ünlücan, Perihan (* 1984), türkische Schauspielerin
- Ünlüçifçi, Onur (* 1997), deutsch-türkischer Fußballspieler
- Ünlüer, Lavinya (* 2011), türkische Kinderdarstellerin

### Unm
- Unmüßig, Barbara (* 1956), deutsche Politikerin (Bündnis 90/Die Grünen), NRO-Aktivistin und Publizistin

### Unn
- Unna, Isak (1872–1948), deutscher Rabbiner
- Unna, Karl (1880–1964), deutscher Mediziner
- Unna, Klaus (1908–1987), deutsch-amerikanischer Arzt und Pharmakologe
- Unna, Marie (1881–1977), deutsche Dermatologin
- Unna, Moritz (1811–1871), dänischer Porträt- und Genremaler sowie Fotograf
- Unna, Mosche (1902–1989), israelischer Rabbiner und Politiker
- Unna, Paul Gerson (1850–1929), deutscher Arzt und Dermatologe
- Unnar Rúnarsson (* 2002), isländischer Eishockeyspieler
- Unneland, Andreas Sjalg (* 1994), norwegischer Politiker
- Unnerstad, Edith (1900–1982), schwedische Schriftstellerin
- Unnerstall, Lars (* 1990), deutscher FußballspielerLars Unnerstall (* 1990)

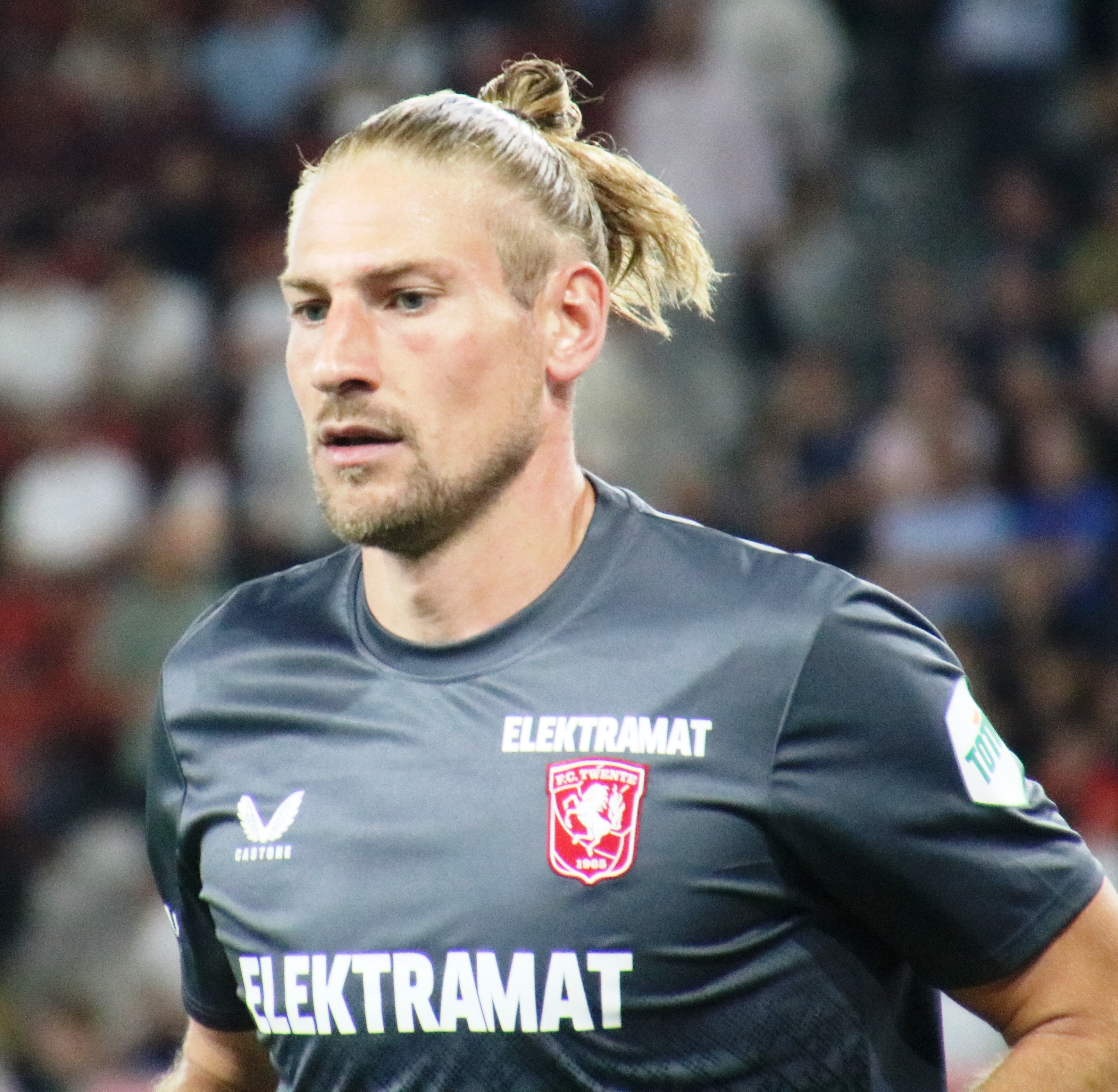
Lars Unnerstall (* 1990)

- Unnerstall, Thomas (* 1960), deutscher Energiemanager und Berater
- Unnerud, John (1930–2004), norwegischer Rallyefahrer
- Unni († 936), Erzbischof von Hamburg-Bremen (916–936)
- Unnikrishnan, Alakkat S., indischer Klimawissenschaftler und Meereskundler
- Unnikrishnan, Sandeep (1977–2008), indischer Soldat und Angehöriger der Nationalgarde
- Unnithan, Prabha (* 1952), US-amerikanischer Kriminologe malaysischer Herkunft
- Unnur Birna Vilhjálmsdóttir (* 1984), isländische Schönheitskönigin, Miss World 2005
- Unnur Brá Konráðsdóttir (* 1974), isländische Politikerin (Unabhängigkeitspartei)
- Unnur Eiríksdóttir (1921–1976), isländische Schriftstellerin
- Unnur Ösp Stefánsdóttir (* 1976), isländische Schauspielerin
- Unnützer, Hans, deutscher Politiker (CSU), Landrat des Landkreises Traunstein

### Uno
- Uno, Chiyo (1897–1996), japanische Schriftstellerin und Modedesignerin
- Uno, Jūkichi (1914–1988), japanischer Schauspieler, Theaterdirektor und Filmregisseur
- Uno, Kōji (1891–1961), japanischer Schriftsteller
- Uno, Kōzō (1897–1977), japanischer Ökonom
- Uno, Line (* 1993), dänische Handballspielerin
- Uno, Michael Toshiyuki, US-amerikanischer Filmregisseur und Fernsehregisseur
- Uno, Misako (* 1986), japanische Schauspielerin und Sängerin
- Uno, Ryōko (* 1975), japanische Fußballspielerin
- Uno, Shōma (* 1997), japanischer Eiskunstläufer
- Uno, Shōtō (* 2001), japanischer Sprinter
- Uno, Sōsuke (1922–1998), 47. Premierminister von Japan
- Uno, Zento (* 2003), japanischer Fußballspieler
- Unoki, Fumiya (* 2001), japanischer Fußballspieler
- Unoki, Yusuke (* 1996), japanischer Fußballspieler
- Unold, Ilse (1942–2016), deutsche Politikerin (CDU), MdL
- Unold, Johannes (1860–1935), deutscher Philosoph und Pädagoge, Vorstand im Deutschen Monistenbund
- Unold, Max (1885–1964), deutscher Maler, Grafiker und Schriftsteller
- Unosen, Jens, norwegischer Skispringer
- Unozawa, Yūji (* 1983), japanischer Fußballspieler

### Unp
- Unpaḫaš-Napiriša, elamitischer König

### Unr
- Unrath, Johann Caspar (1608–1650), deutscher Rechtswissenschaftler
- Unreich, David (1907–1957), tschechoslowakischer Ringer
- Unrein, Grete (1872–1945), Jenaer Politikerin
- Unrein, Martin (1901–1972), deutscher Offizier, zuletzt Generalleutnant im Zweiten Weltkrieg
- Unrest, Jakob, Chronist der österreichischen und ungarischen Geschichte des Spätmittelalters
- Unrug, Antoni (1860–1939), polnischer General
- Unrug, Józef (1884–1973), deutscher U-Boot-Kommandant, Oberbefehlshaber der Polnischen MarineJózef Unrug (1884–1973)

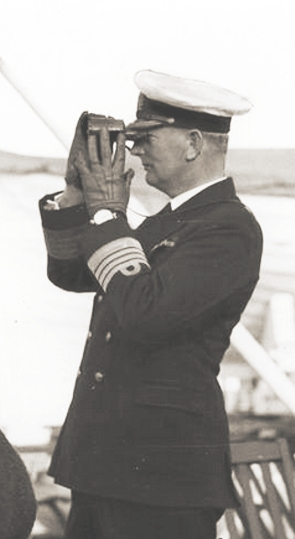
Józef Unrug (1884–1973)

- Unruh, Abraham H. (1878–1961), mennonitischer Theologe
- Unruh, Adalbert von (1906–1943), deutscher Jurist
- Unruh, Anselm Rudolph von (1753–1832), preußischer Capitain, Landrat und Feuersozietätdirektor
- Unruh, Benjamin H. (1881–1959), russlanddeutscher Mennonitenvertreter
- Unruh, Christoph von (1624–1689), Starost von Gniezno und Międzychód
- Unruh, Conrad Max von (1842–1921), preußischer Landrat in der Provinz Posen
- Unruh, Dieter (1927–2003), deutscher Schauspieler, Regisseur, Intendant und Hörspielsprecher
- Unruh, Dietrich Hans Sebastian von (1748–1794), preußischer Leutnant, Kammerherr und Landrat
- Unruh, Erasmus (1576–1628), deutscher Rechtswissenschaftler
- Unruh, Erika (1889–1981), deutsche Schauspielerin
- Unruh, Florian (* 1993), deutscher Bogenschütze
- Unruh, Friedrich Christoph Wilhelm von (1766–1835), preußischer Generalmajor
- Unruh, Friedrich Franz von (1893–1986), deutscher Schriftsteller
- Unruh, Fritz von (1885–1970), deutscher Schriftsteller, Maler, Redner und Dichter des literarischen ExpressionismusFritz von Unruh (1885–1970)

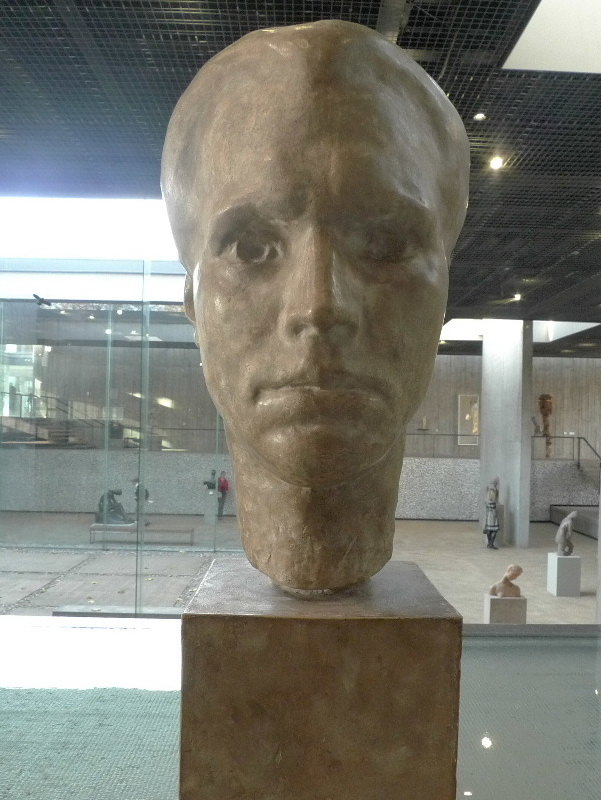
Fritz von Unruh (1885–1970)

- Unruh, Georg-Christoph von (1913–2009), deutscher Rechtswissenschaftler
- Unruh, George Sigismund von (1733–1794), preußischer Landrat
- Unruh, Hans Heinrich von (1739–1782), preußischer Landrat
- Unruh, Hans Victor von (1806–1886), deutscher Bauingenieur, preußischer Baubeamter, Politiker (DFP, NLP), MdR
- Unruh, Howard (1921–2009), US-amerikanischer Veteran und Massenmörder
- Unruh, Hugo (1854–1923), deutscher Arzt
- Unruh, Jesse M. (1922–1987), US-amerikanischer Politiker der Demokratischen Partei und State Treasurer von Kalifornien
- Unruh, Joseph (1792–1866), bayerischer Verwaltungsbeamter und Kommunalpolitiker
- Unruh, Karl Philipp von (1731–1805), preußischer Generalleutnant, Chef des Infanterieregiments „von Graevenitz“
- Unruh, Karl von (1786–1852), preußischer Generalleutnant, Militärgouverneur der Prinzen von Preußen
- Unruh, Karl von (1845–1898), deutscher Richter und Politiker, Abgeordneter im Preußischen Abgeordnetenhaus (1882–1898)
- Unruh, Kaspar Rudolph von (1710–1781), preußischer Major und Chef des Grenadierbataillons Nr. 2
- Unruh, Konrad von (1920–2001), deutscher NDPD-Funktionär
- Unruh, Kurt von (1894–1986), deutscher Maler
- Unruh, Lisa (* 1988), deutsche BogenschützinLisa Unruh (* 1988)

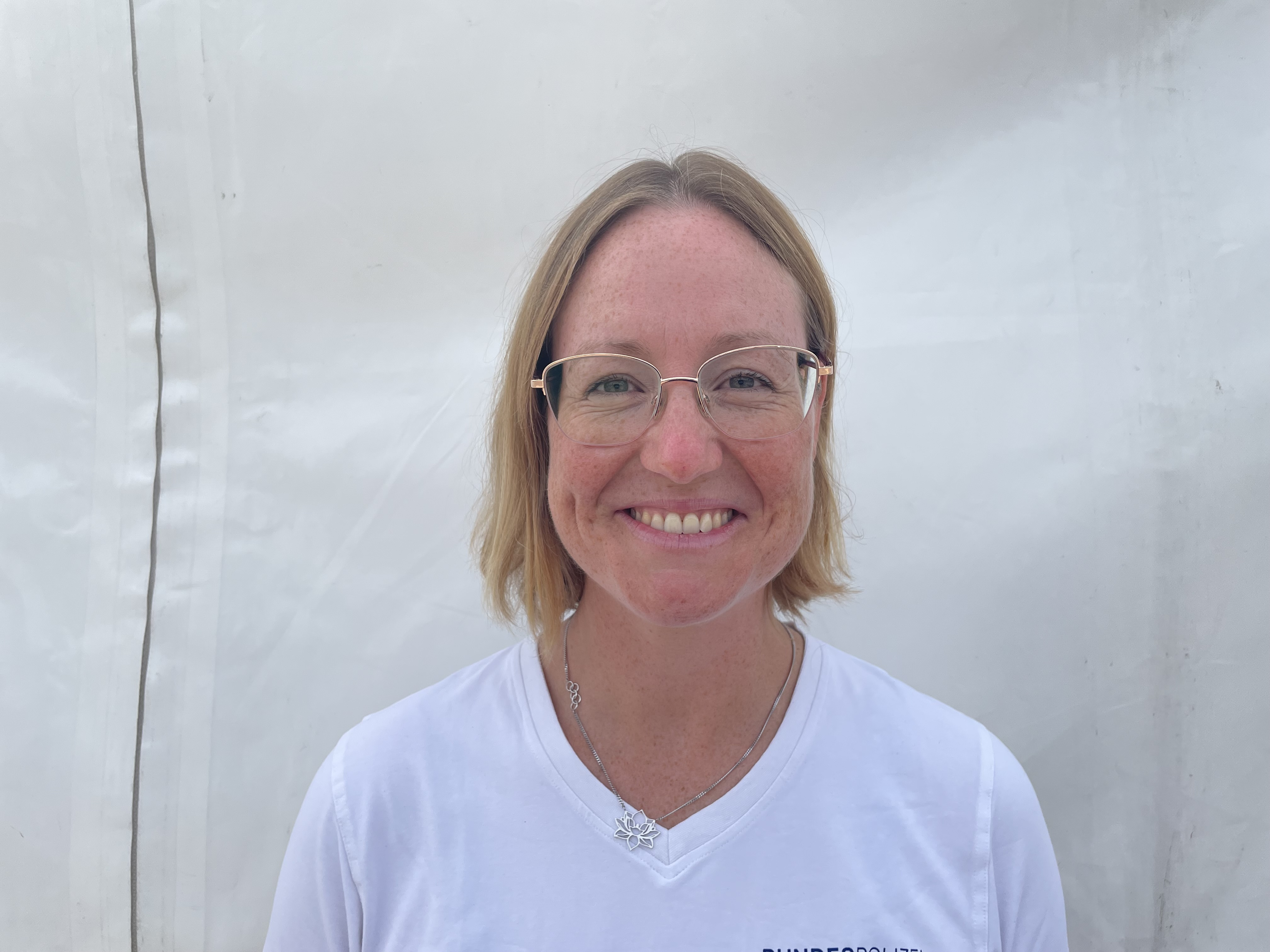
Lisa Unruh (* 1988)

- Unruh, Michael Friedrich (1714–1765), deutscher Lehrer und evangelischer Geistlicher
- Unruh, N. U. (* 1957), deutscher Musiker, experimenteller Perkussionist und Instrumentenbauer
- Unruh, Peter (* 1965), deutscher Rechtswissenschaftler, Hochschullehrer und Präsident des Landeskirchenamtes der Evangelisch-Lutherischen Kirche in Norddeutschland
- Unruh, Peter von (* 1960), deutscher Jurist, Direktor beim Hessischen Landtag
- Unruh, Stefanie (* 1959), deutsche Künstlerin
- Unruh, Trude (1925–2021), deutsche Politikerin (FDP, SPD, GAZ), MdB und Buchautorin
- Unruh, Walter von (1875–1945), deutscher Generalmajor im Zweiten Weltkrieg
- Unruh, Walter von (1877–1956), deutscher General der Infanterie im Zweiten Weltkrieg
- Unruh, Walther (1898–1973), deutscher Sachverständiger, Ingenieur und Hochschullehrer
- Unruh, William (* 1945), kanadischer theoretischer Physiker
- Unruhe, Johann Georg († 1801), deutscher Kirchenmaler
- Unruhe, Jürgen (* 1970), deutscher Politiker (SPD), MdL
- Unruhe, Rudolph von (1834–1892), preußischer Generalmajor
- Unruhe-Bomst, Hans Wilhelm von (1825–1894), deutscher Gutsbesitzer und Politiker, MdR
- Unruoch III. († 874), Markgraf von Friaul

### Uns
- Ünsal, Berk İsmail (* 1994), türkischer Fußballspieler
- Ünsal, Gizem (* 1990), türkische Schauspielerin
- Ünsal, Hakan (* 1973), türkischer Fußballspieler
- Ünsal, Hande (* 1992), türkische Popmusikerin
- Ünsal, Niran (* 1976), türkische Popmusikerin
- Ünsal, Özlem (* 1974), deutsche Politikerin (SPD)
- Ünsal, Sinem (* 1993), türkische Schauspielerin
- Ünsal, Tuba (* 1981), türkische Schauspielerin und FotomodellTuba Ünsal (* 1981)

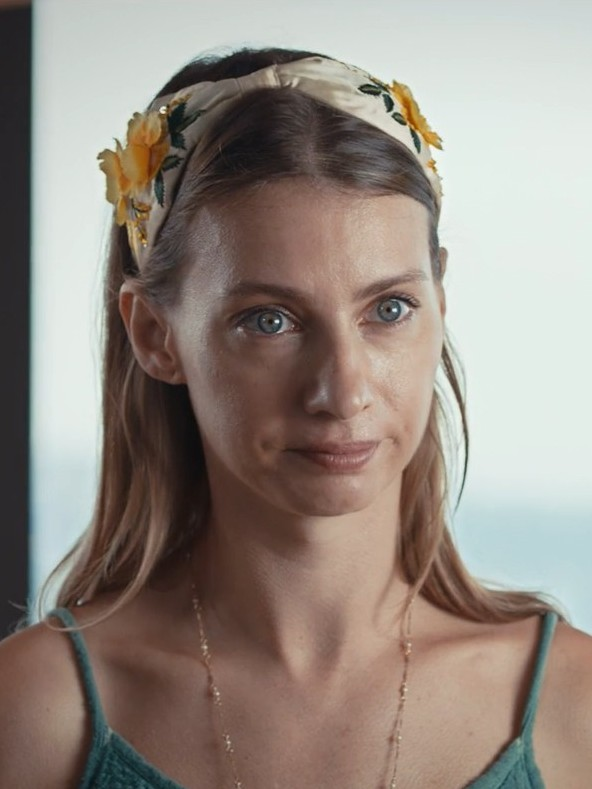
Tuba Ünsal (* 1981)

- Unschlicht, Josef (1879–1938), polnischer Kommunist und sowjetischer Politiker, stellvertretender Vorsitzender der sowjetischen Tscheka (1921–1923)
- Unschuld, Paul U. (* 1943), deutscher Sinologe und Medizinhistoriker
- Unseld, Albert (1879–1964), deutscher Architekt und Maler
- Unseld, Anton (1894–1932), deutscher Fußballspieler und -trainer
- Unseld, Joachim (* 1953), deutscher Verleger
- Unseld, Melanie (* 1971), deutsche Musikwissenschaftlerin und Hochschullehrerin
- Unseld, Siegfried (1924–2002), deutscher Verleger (Suhrkamp-Verlag)Siegfried Unseld (1924–2002)

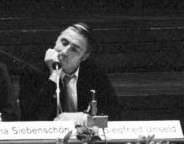
Siegfried Unseld (1924–2002)

- Unseld, Wes (1946–2020), US-amerikanischer Basketballspieler und -trainer
- Unselt, Karl (1894–1970), deutscher Schriftsteller
- Unser, Al (1939–2021), US-amerikanischer Automobilrennfahrer
- Unser, Al junior (* 1962), US-amerikanischer Autorennfahrer
- Unser, Bobby (1934–2021), US-amerikanischer Automobilrennfahrer
- Unser, Jerry (1932–1959), US-amerikanischer Autorennfahrer
- Unser, Johnny (* 1958), US-amerikanischer Autorennfahrer und Motorsportfunktionär
- Unser, Kimberley (* 1985), deutsche Köchin
- Unshelm, Erich (1890–1965), deutscher Statistiker und Politiker (DDP, FDP), MdL
- Unshelm, Otto (1891–1960), deutscher Karambolagespieler und mehrfacher Deutscher Meister im Dreiband
- Unsinn, Uschi (1967–2022), deutsche LGBT-Aktivistin, Dragqueen und Politikerin
- Unsinn, Xaver (1929–2012), deutscher Eishockeyspieler und -trainer
- Unsleber, Britta (* 1966), deutsche Fußballspielerin
- Unsoeld, Jolene (1931–2021), US-amerikanische Politikerin
- Unsoeld, Willi (1926–1979), US-amerikanischer BergsteigerWilli Unsoeld (1926–1979)

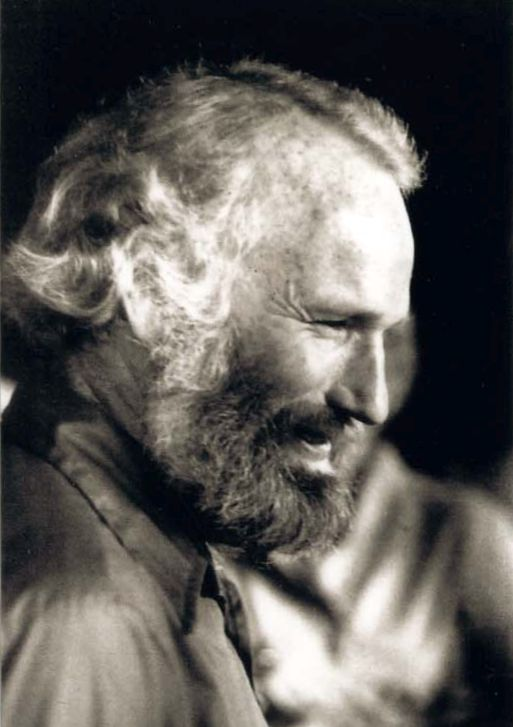
Willi Unsoeld (1926–1979)

- Unsöld, Albrecht (1905–1995), deutscher Astronom und Physiker
- Unsöld, Oliver (* 1973), deutscher Fußballspieler
- Unsterbliche Geliebte, Adressatin eines Briefes, den Ludwig van Beethoven schrieb
- Unstern, Hans, deutscher Musiker und Lyriker
- Unsuri, persischer Dichter
- Unsworth, Barrie (* 1934), australischer Politiker, Premier von New South Wales
- Unsworth, Barry (1930–2012), britischer Schriftsteller
- Unsworth, Cathi (* 1968), britische Schriftstellerin
- Unsworth, David (* 1973), englischer Fußballspieler und -trainer
- Unsworth, Geoffrey (1914–1978), britischer Kameramann
- Unsworth, Laura (* 1988), britische Hockeyspielerin
- Unsworth, Ronald (1923–2008), britischer Leichtathlet

### Unt
- Unt, Mati (1944–2005), estnischer Schriftsteller, Theaterregisseur, Übersetzer und Kritiker
- Untari, Sri, indonesische Badmintonspielerin
- Untaš-Napiriša, König von Elam
- Unte, Wolfhart (1938–2014), deutscher Klassischer Philologe und Bibliothekar
- Untener, Kenneth Edward (1937–2004), US-amerikanischer Geistlicher und römisch-katholischer Bischof von Saginaw
- Unterberg, Andreas (* 1955), deutscher Neurochirurg und Hochschullehrer
- Unterberg, Hannelore (* 1940), deutsche Filmregisseurin und Drehbuchautorin
- Unterberg, Reinhold (1893–1940), deutscher römisch-katholischer Geistlicher, Salvatorianer und Märtyrer
- Unterberger, Alexander (1827–1875), Veterinärmediziner, Staatsrat (Russland)
- Unterberger, Andreas (* 1949), österreichischer Journalist, Publizist
- Unterberger, Anna (* 1985), italienische Schauspielerin (Südtirol)Anna Unterberger (* 1985)

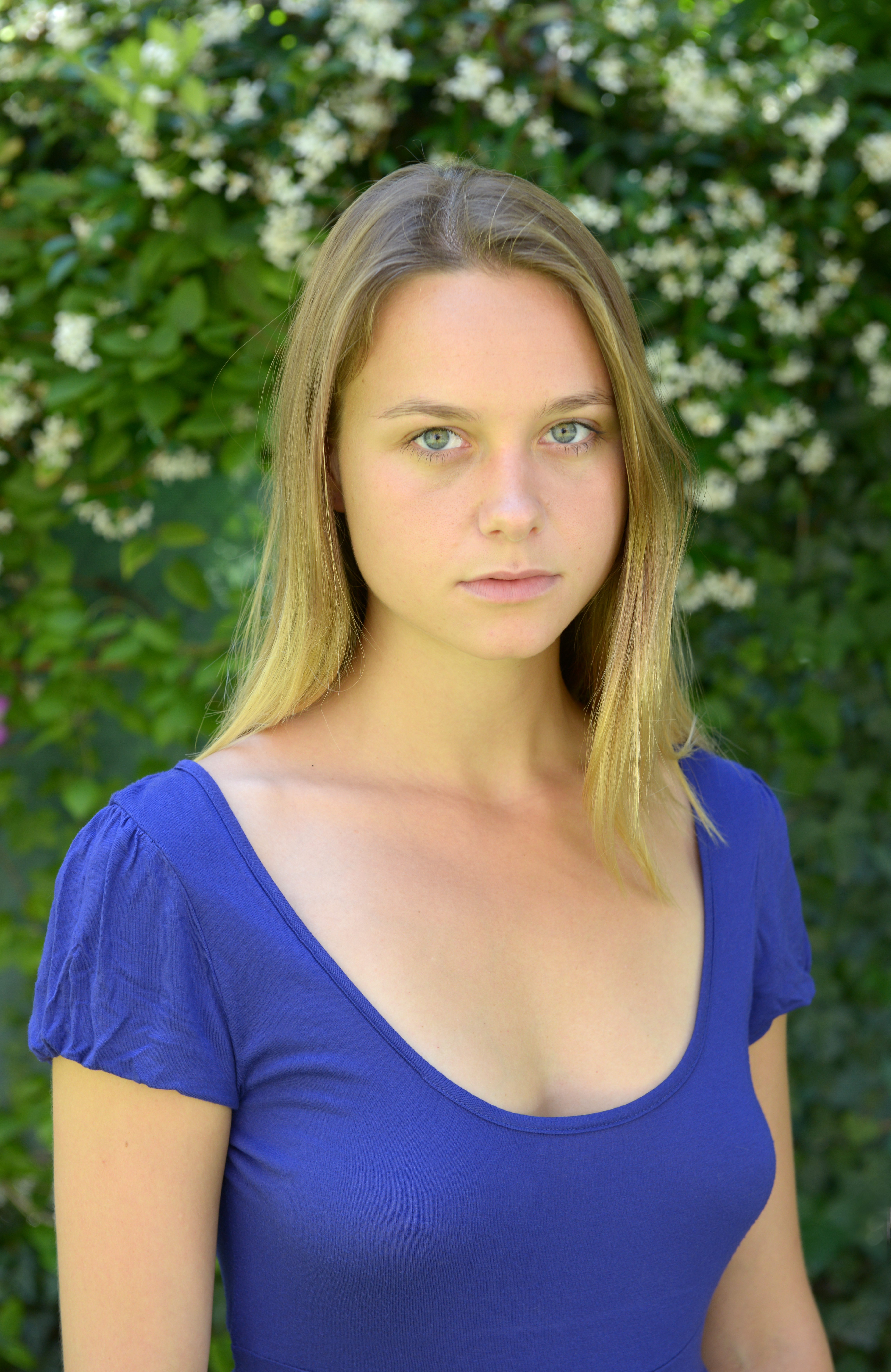
Anna Unterberger (* 1985)

- Unterberger, Christof (* 1970), österreichischer Cellist und Komponist
- Unterberger, David (* 1988), österreichischer Skispringer
- Unterberger, Franz (1831–1900), österreichischer Kaufmann und Politiker, Landtagsabgeordneter
- Unterberger, Franz (1870–1954), österreichischer Politiker (CS), Abgeordneter zum Nationalrat, Landesrat und Landtagsabgeordneter von Vorarlberg
- Unterberger, Franz (1882–1945), deutscher Gynäkologe
- Unterberger, Franz Richard (1837–1902), österreichischer Maler
- Unterberger, Franz Sebald (1706–1776), Südtiroler Maler
- Unterberger, Friedrich (1810–1884), Veterinärmediziner, Wirklicher Staatsrat (Russland) und Träger des Ordens der Heiligen Anna, 1. Klasse
- Unterberger, Hartwig (1934–2019), österreichischer Maler und Bildhauer
- Unterberger, Herbert (* 1944), österreichischer Bildhauer
- Unterberger, Julia (* 1962), italienische Rechtsanwältin und Politikerin (Südtirol)Julia Unterberger (* 1962)

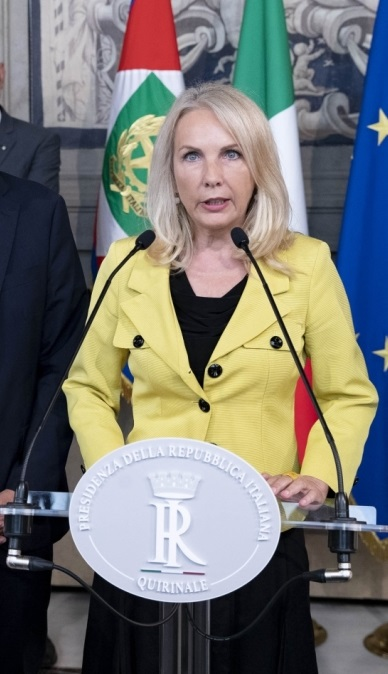
Julia Unterberger (* 1962)

- Unterberger, Karl Severin (1893–1984), österreichischer Bildhauer und Maler
- Unterberger, Klaus (* 1962), österreichischer Redakteur
- Unterberger, Marc (* 1988), deutsch-österreichischer Fußballtrainer
- Unterberger, Martin (* 1967), deutscher Musiker und Komponist
- Unterberger, Michelangelo (1695–1758), Südtiroler Barockmaler
- Unterberger, Paul Simon (1842–1921), russischer General und Gouverneur
- Unterberger, Reinhold (1853–1920), deutscher Gynäkologe
- Unterberger, Ronald (* 1970), österreichischer Filmregisseur, Produzent und Drehbuchautor
- Unterberger, Siegfried (1893–1979), österreichischer HNO-Arzt
- Unterberger, Simon (1848–1928), Militärarzt und Facharzt
- Unterberger, Stefan (* 1974), deutscher Kameramann
- Unterberger, Tina (* 1986), österreichische Naturbahnrodlerin
- Unterbrink, Petra (* 1974), deutsche Fußballspielerin
- Unterbuchner, Michael (* 1988), deutscher Dartspieler
- Unterbuchschachner, Ferdinand (* 1996), österreichischer Fußballspieler
- Unterburg, Annika (* 1978), deutsche Künstlerin
- Unterburger, Klaus (* 1971), deutscher römisch-katholischer Theologe und Hochschullehrer
- Unterburger, Maren (* 1986), deutsche Filmeditorin
- Unterdörfel, André (* 1978), deutscher Eisschnellläufer
- Unterdörfel, Werner († 2010), deutscher Eisschnelllauftrainer
- Unterdörfer, Gottfried (1921–1992), deutscher Forstmann und Schriftsteller
- Unteregger, Fabian (* 1977), Schweizer Komiker und Moderator
- Unterforsthuber, Franz (1876–1961), deutscher Kaufhausbesitzer
- Unterfranz, Stephen, australischer Spezialeffektkünstler
- Untergaßmair, Georg (* 1941), italienischer Ordensgeistlicher, Abt und Universitätsprofessor
- Untergrabner, Marco (* 2001), österreichischer Fußballspieler
- Unterguggenberger, Andreas (* 1969), deutscher Kirchenmusiker
- Unterguggenberger, Michael (1884–1936), Bürgermeister von Wörgl (Tirol)
- Unterhalt, Bernard (1933–2017), deutscher Chemiker, Lebensmittelchemiker und Hochschullehrer
- Unterhalter, David (* 1958), südafrikanischer Hochschullehrer, Richter in Südafrika und ehemaliges Mitglied am Appellate Body der Welthandelsorganisation (WTO)
- Unterhauser, Samuel (* 1997), deutscher Degenfechter
- Unterholzner, Josef (* 1960), italienischer Politiker (Südtirol)
- Unterholzner, Karl August Dominikus (1787–1838), deutscher Rechtswissenschaftler, Universitätsprofessor und Bibliothekar
- Unterkircher, Franz (1904–1989), österreichischer Kunsthistoriker
- Unterkircher, Hans (1894–1971), österreichischer Schauspieler
- Unterkircher, Karl (1970–2008), italienischer Extrembergsteiger und -skifahrerKarl Unterkircher (1970–2008)

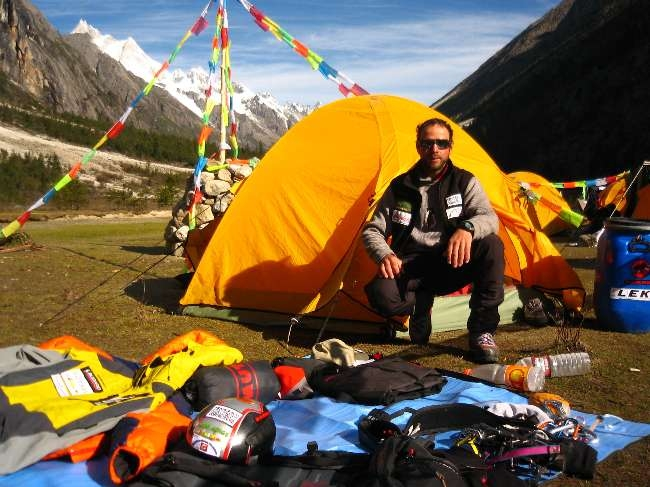
Karl Unterkircher (1970–2008)

- Unterkircher, Kaspar (1774–1836), Tiroler katholischer Theologe
- Unterkircher, Paul (* 1940), deutscher Radrennfahrer
- Unterkircher, Peter (1858–1928), österreichischer Politiker (CSP), Abgeordneter zum Nationalrat
- Unterkoefler, Ernest Leo (1917–1993), US-amerikanischer römisch-katholischer Geistlicher, Bischof von Charleston
- Unterkofler, Anton (* 1983), österreichischer Snowboarder
- Unterkofler, Ben (* 1990), deutscher Schauspieler
- Unterkofler, Gerhard (* 1980), österreichisch-deutscher Snowboarder
- Unterkofler, Johann (1853–1919), österreichischer Gastwirt, Grundbesitzer und Politiker, Landtagsabgeordneter
- Unterkofler, Karl (* 1957), österreichischer Mathematiker
- Unterladstätter, Alois (1856–1908), österreichischer Politiker
- Unterländer, Joachim (* 1957), deutscher Politiker (CSU), MdL
- Unterlass, Miriam M. (* 1986), deutsche Chemikerin und Hochschullehrerin
- Unterlauf, Angelika (* 1946), deutsche Fernsehjournalistin
- Unterleitner, Hans (1890–1971), deutscher Politiker (USPD, SPD), MdR
- Unterluggauer, Gerhard (* 1976), österreichischer Eishockeyspieler
- Unterluggauer, Tim (* 1993), deutscher Basketballspieler
- Untermaierhofer, Peter (* 1983), deutscher Fotograf
- Unterman, Isser Jehuda (1886–1976), aschkenasischer Großrabbiner von Israel (1964–1972)
- Untermann, Detlef (* 1952), deutscher Journalist und Kommunikationsmanager
- Untermann, Heinz (1948–2018), deutscher Politiker (FDP), MdL
- Untermann, Jürgen (1928–2013), deutscher Linguist, Philologe und Epigraphiker
- Untermann, Matthias (* 1956), deutscher Kunsthistoriker und Mittelalterarchäologe
- Untermeyer, Louis (1885–1977), US-amerikanischer Dichter
- Untermyer, Samuel (1858–1940), amerikanischer Anwalt und PolitikerSamuel Untermyer (1858–1940)

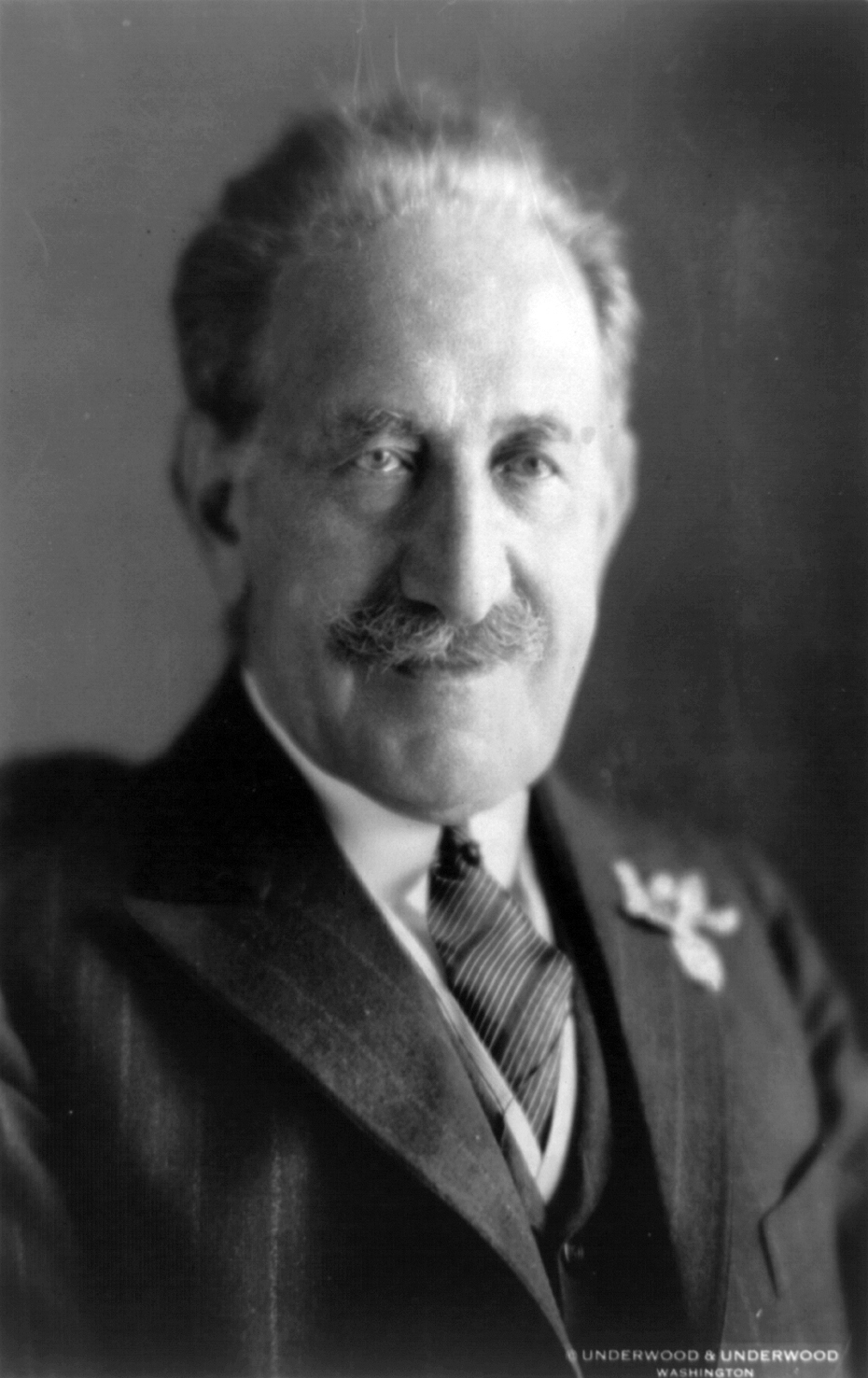
Samuel Untermyer (1858–1940)

- Unternährer, Anton (1759–1824), Schweizer Schreiner, Wunderdoktor und Sektengründer
- Unternährer, Beat (1942–2012), Schweizer Politiker (SVP)
- Unternährer, Christa (* 1981), Schweizer Jazzmusikerin (Gesang, Songwriting)
- Unternährer, Kaspar (1621–1653), Schweizer Bauernführer
- Unternährer, Marc (* 1975), Schweizer Jazz- und Improvisationsmusiker (Tuba) und Hochschullehrer
- Unternährer, Mathieu (* 1991), italienisch-schweizerischer Unihockeyspieler
- Unterrainer, Hans-Jörg (* 1980), österreichischer Snowboarder
- Unterrainer, Markus (* 1980), österreichischer Fußballspieler
- Unterrainer, Maximilian (* 1964), österreichischer Politiker (SPÖ), Abgeordneter zum Nationalrat
- Unterreiner, Andreas (* 1985), deutscher Jazzmusiker (Trompete, Komposition)
- Unterreiner, Clemens (* 1972), österreichischer Opernsänger (Bariton)Clemens Unterreiner (* 1972)

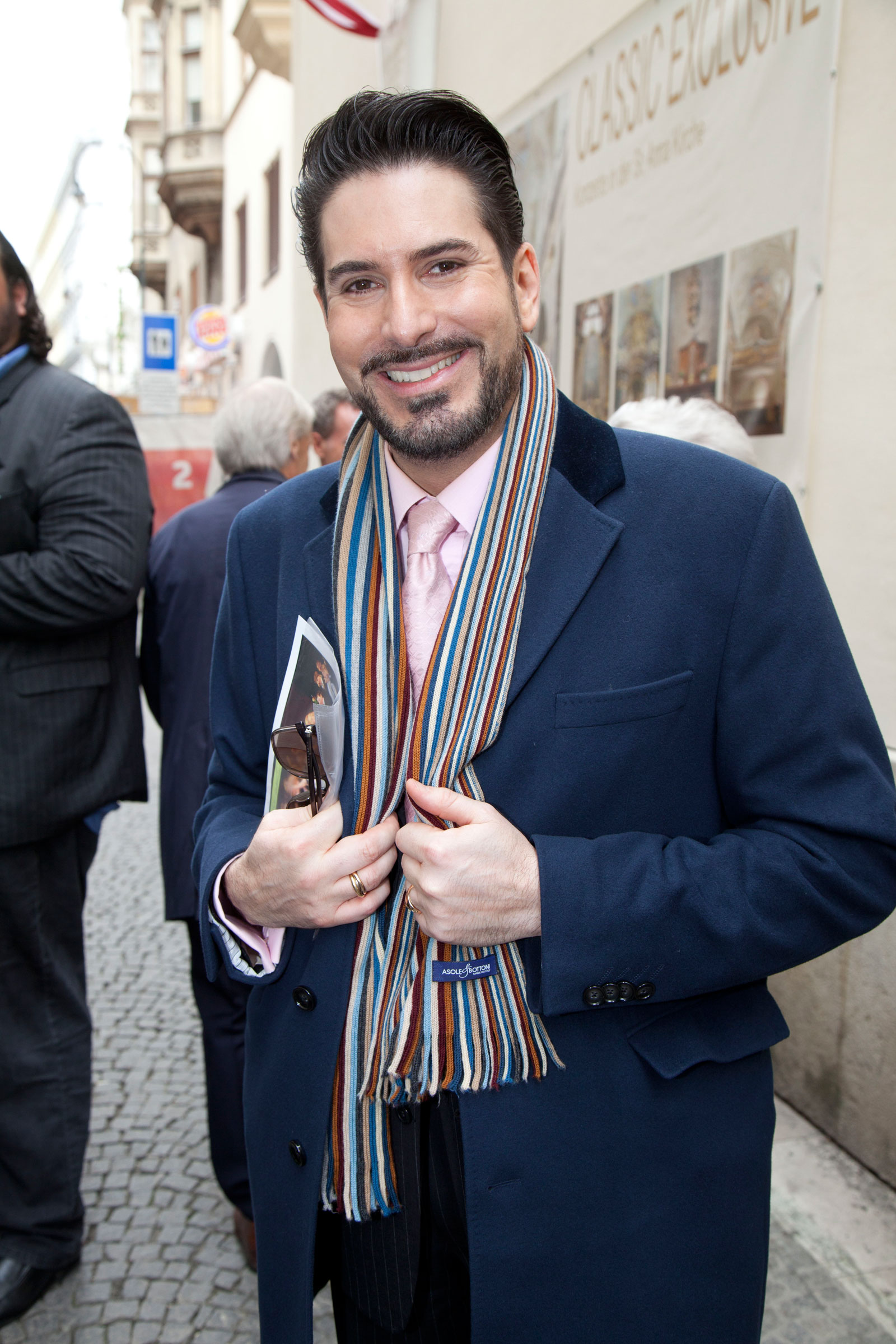
Clemens Unterreiner (* 1972)

- Unterreiner, Heidemarie (1944–2025), österreichische Politikerin (FPÖ), Landtagsabgeordnete, Abgeordnete zum Nationalrat
- Unterreiner, Katrin (* 1969), österreichische Kunsthistorikerin, Kuratorin und Autorin
- Unterrichter, Franz von (1775–1867), Südtiroler Dichter, Jurist und Politiker
- Unterricker, Sepp (1941–2014), deutscher Physiker und Hochschullehrer
- Untersalmberger, Otto (1906–2001), österreichischer Tontechniker
- Untersander, Ramon (* 1991), Schweizer Eishockeyspieler
- Untersberger, Josef August (1864–1933), österreichischer Maler
- Untersee, Adolph (1842–1893), Oberbürgermeister von Schwäbisch Gmünd, Landtagsabgeordneter in den Württembergischen Landständen
- Untersee, Joel (* 1994), Schweizer Fußballspieler
- Unterseher, Adelheida (1898–1945), deutsche Steyler Missionsschwester und Märtyrin
- Unterseher, Franz Xaver (1888–1954), deutscher Maler und Medailleur
- Unterseher, Lutz (* 1942), deutscher Soziologe, Militärexperte, sicherheitspolitischer Politikberater und Schriftsteller
- Unterspann, Jule (* 1972), deutsche Sängerin und Komponistin
- Unterstab, Paul (1895–1944), deutscher Politiker (NSDAP) und SA-Führer, MdR
- Untersteiner, Mario (1899–1981), italienischer Altphilologe und Philosophiehistoriker
- Unterstell, Rembert (1960–2025), deutscher Wissenschaftsjournalist und Historiker
- Untersteller, Franz (* 1957), deutscher Politiker (Bündnis 90/Die Grünen), MdLFranz Untersteller (* 1957)

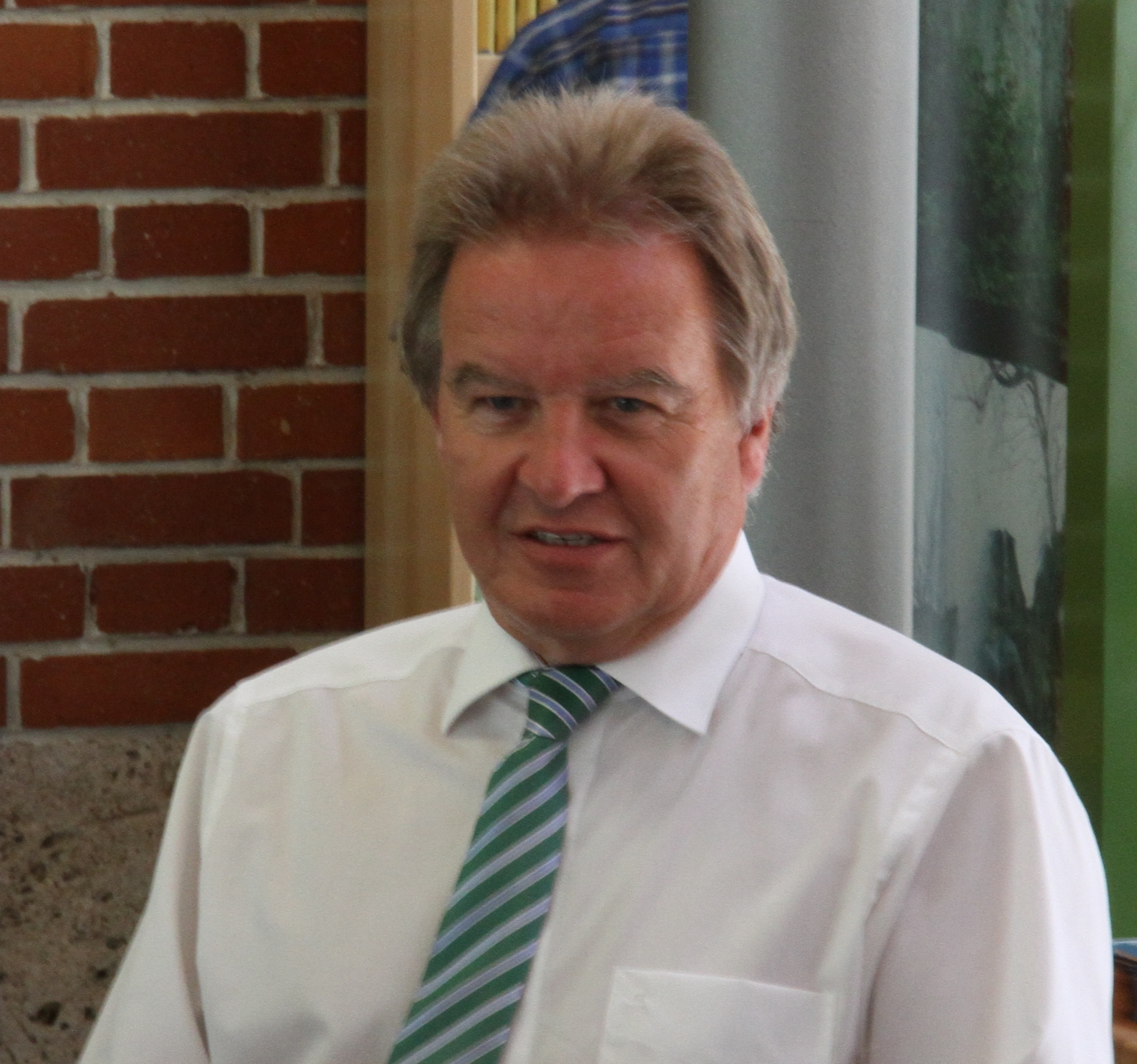
Franz Untersteller (* 1957)

- Unterstöger, Hermann (1943–2025), deutscher Journalist, Reporter und Kolumnist
- Unterwalder, Uwe (* 1950), deutscher Radrennfahrer
- Unterwaldt, Sven (* 1965), deutscher Filmregisseur und Drehbuchautor
- Unterweger, Andreas (* 1978), österreichischer Schriftsteller und Songwriter
- Unterweger, Birgit (* 1976), österreichische Schauspielerin
- Unterweger, Claudia (* 1971), österreichische Journalistin
- Unterweger, Dominic (* 1999), österreichischer Biathlet
- Unterweger, Erich (1928–2007), österreichischer Bildhauer
- Unterweger, Jack (1950–1994), österreichischer Mörder und Schriftsteller
- Unterweger, Lisa (* 1995), österreichische Skilangläuferin
- Unterweger, Walter (* 1976), österreichischer Schauspieler
- Unterweger, Wolf-Dietmar (* 1944), deutscher Fotograf und Buchautor
- Unterwelt-Maler, apulischer Vasenmaler
- Unterwurzacher, Hans (1878–1955), österreichischer Politiker (CSP), Mitglied des Bundesrates
- Unterwurzacher, Kathrin (* 1992), österreichische Judoka
- Unterzaucher, Wolfgang (1934–2021), österreichischer Schauspieler
- Unteutsch, Friedrich (1891–1947), deutscher Verwaltungsjurist und Landrat des Landkreises Eisenach
- Unthan, Carl Herrmann (1848–1929), armloser Artist und Violinist
- Untiedt, Frauke (* 1971), deutsche Bibliotheksdirektorin
- Untiedt, Jürgen (* 1930), deutscher Geophysiker
- Untrieser, Christian (* 1982), deutscher Rechtsanwalt und Politiker (CDU), MdL
- Untu, Benedictus Estephanus Rolly (* 1957), indonesischer Ordensgeistlicher, römisch-katholischer Bischof von Manado
- Untucht, Friedrich Carl (1870–1939), deutscher Unternehmer
- Untucht, Peter (* 1958), deutscher Autor
- Untzer, Moritz von (* 1765), preußischer Verwaltungsbeamter und Landrat

### Unu
- Unuk, Laura (* 1999), slowenische Schachspielerin
- Unustası, Oya (* 1988), türkische Schauspielerin und Model
- Ünüvar, Naci (* 2003), niederländischer Fußballspieler
- Ünüvar, Necdet (* 1960), türkischer Politiker und Mediziner

### Unv
- Unvar, Ferhat (1996–2020), Opfer des Anschlags in Hanau vom 19. Februar 2020
- Ünver, Furkan (* 1997), türkischer Fußballspieler
- Ünver, Gökhan (* 1985), österreichischer Fußballspieler
- Ünver, Mustafa (* 1987), türkischer Fußballspieler
- Unverdorben, Harald (* 1981), österreichischer Fußballspieler
- Unverdorben, Otto (1806–1873), Kaufmann und Apotheker in Dahme/Mark, Entdecker des Farbstoffs Anilin (1826)
- Unverdross, Raphael Oskar (1873–1952), deutscher Landschaftsmaler der Düsseldorfer Schule
- Unverfähr, Erich (1885–1946), deutscher Jurist und Politiker
- Unverfehrt, Gerd (1944–2009), deutscher Kunsthistoriker
- Unverfehrt, Willy (1895–1968), deutscher Konsular- und Ministerialbeamter
- Unverhau, Dagmar (* 1944), deutsche Archivarin und Historikerin
- Unverhau, Heinrich (1911–1983), deutscher SS-Unterscharführer, Beteiligter an "Aktion T4" und "Aktion Reinhardt"
- Unverhau, Martha (1868–1947), deutsche Malerin
- Unverricht, Heinrich (1853–1912), deutscher Mediziner
- Unverricht, Hubert (1927–2017), deutscher Musikwissenschaftler und Hochschullehrer
- Unverricht, Siegfried (1928–2018), deutscher Journalist und SED-Funktionär
- Unverricht, Traugott von (1803–1873), deutscher Rittergutsbesitzer und Parlamentarier
- Unverzagt, Carlo (* 1958), deutscher Chemiker
- Unverzagt, Deena (* 1987), deutsche bilinguale Schauspielerin, Produzentin, Moderatorin und Sprecherin
- Unverzagt, Gerlinde (* 1960), deutsche Journalistin und Autorin
- Unverzagt, Inka (1924–2016), deutsche Ballerina, Ballettmeisterin, Choreografin und Tanzlehrerin
- Unverzagt, Jakob (1827–1898), deutscher Bürgermeister und Mitglied des Nassauischen Kommunallandtags
- Unverzagt, Karl (1915–2007), deutscher Maler und Bildhauer
- Unverzagt, Wilhelm (1892–1971), deutscher Prähistoriker
- Unverzagt, Wilhelm (1900–1971), deutscher Verwaltungsjurist
- Unverzagt, Wolfgang († 1605), Präsident der Hofkammer in Wien
- Unverzart, Olaf (* 1972), deutscher Fotograf, Künstler und Dozent

### Unw
- Unwan († 935), Bischof von Paderborn
- Unwan († 1029), Erzbischof von Hamburg-Bremen
- Unwerth, Albert August von (1804–1866), deutscher Jurist und Politiker
- Unwerth, Ellen von (* 1954), deutsche FotografinEllen von Unwerth (* 1954)

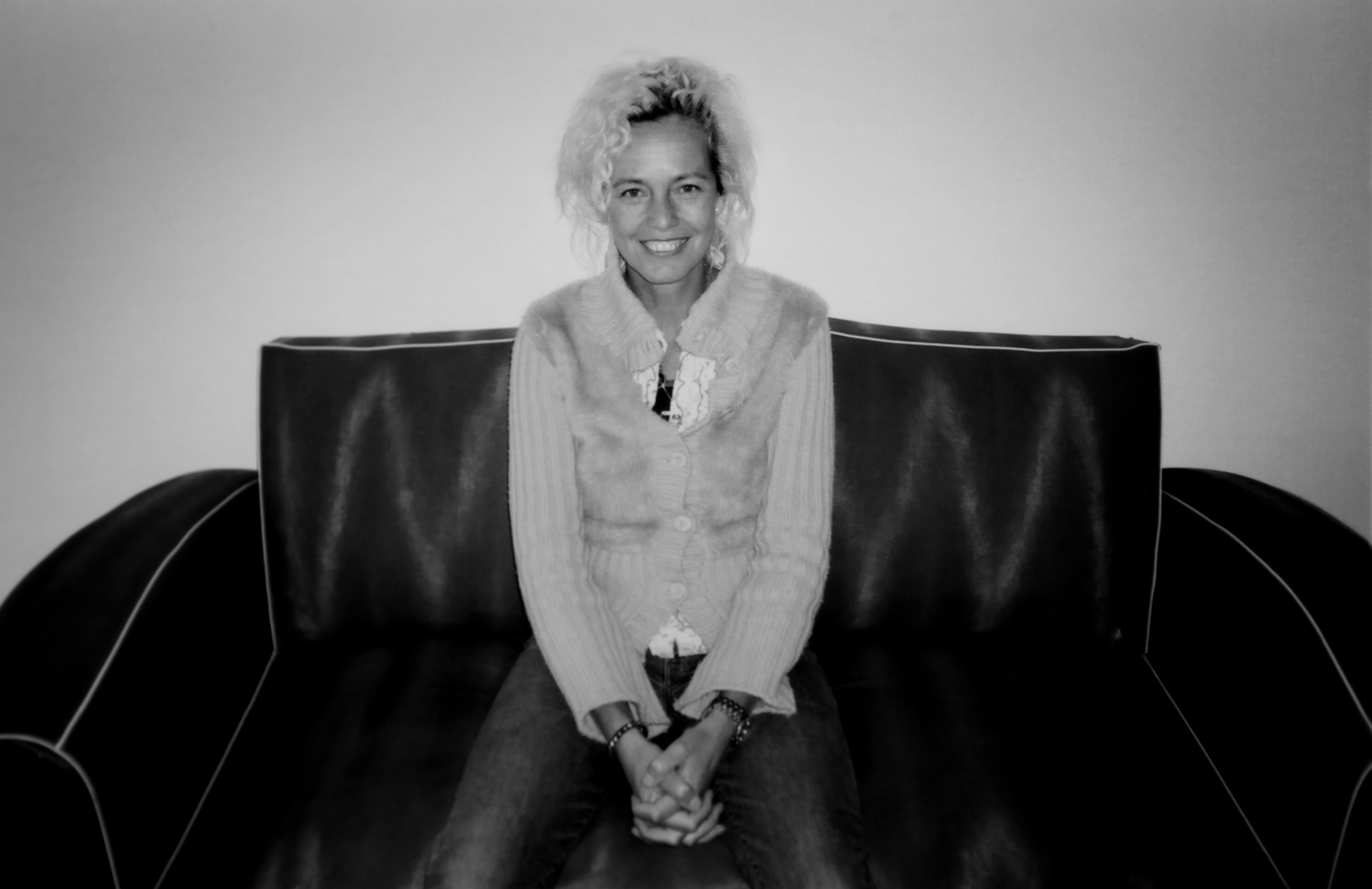
Ellen von Unwerth (* 1954)

- Unwin, Frederick (1889–1965), britischer Schwimmer
- Unwin, Gareth (* 1972), britischer Filmproduzent
- Unwin, Joseph D. (1895–1936), englischer Hochschullehrer
- Unwin, Nigel (* 1942), britischer Neurobiologe
- Unwin, Paul (* 1957), britischer Drehbuchautor, Regisseur und Filmproduzent
- Unwin, Raymond (1863–1940), englischer Architekt und Stadtplaner
- Unwin, Rayner (1925–2000), englischer Verleger
- Unwin, Robert Sidney (1918–1996), neuseeländischer Wissenschaftler und Pionier in der Auroral-Radar-Forschung
- Unwin, Stanley (1884–1968), britischer Verleger
- Unwin, Tim (* 1955), britischer Geograph
- Unwin, Ty, britischer Komponist
- Unwin, William Cawthorne (1838–1933), britischer Ingenieur und Hochschullehrer
- Unwirth, Hans († 1578), kursächsischer Bergbauunternehmer, Reichstagsabgeordneter und Zehntner

### Uny
- Ünyay, Arda (* 2007), türkischer Fußballspieler
- Ünyazıcı, Aykut (* 1936), türkischer Fußballspieler

### Unz
- Unz, Ron (* 1961), US-amerikanischer Unternehmer, politischer Aktivist, Autor und Herausgeber
- Unzaga, Ramón (1892–1923), chilenischer Fußballspieler
- Unzain, Leongino (1925–1990), paraguayischer Fußballspieler
- Unzeitig, Engelmar (1911–1945), deutscher Ordenspriester, Märtyrer, SeligerEngelmar Unzeitig (1911–1945)

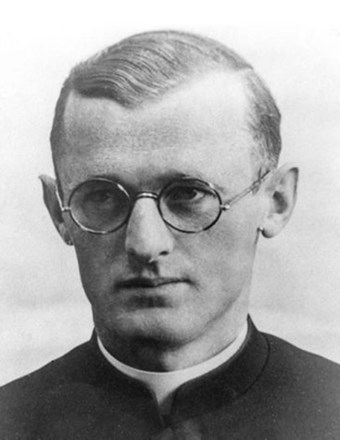
Engelmar Unzeitig (1911–1945)

- Unzeitig, Monika (* 1956), deutsche Germanistin
- Unzelmann, Bertha (1822–1858), deutsche Schauspielerin
- Unzelmann, Friedrich (1797–1854), deutscher Xylograph
- Unzelmann, Karl Wilhelm Ferdinand (1753–1832), deutscher Theaterschauspieler, -regisseur, Opernsänger (Tenor) und Gesangskomiker
- Unzelmann, Karl Wolfgang (1786–1843), deutscher Schauspieler und Sänger (Bariton)
- Unzelmann-Werner, Wilhelmine (1802–1871), deutsche Schauspielerin und Sängerin (Sopran)
- Unzen, Claus (* 1957), deutscher Regisseur, Musiker, Dramaturg und Hochschullehrer
- Unzer, August Wilhelm (1770–1847), deutscher Buchhändler und Verleger
- Unzer, Johann August (1727–1799), deutscher Arzt
- Unzer, Johann Christoph (1747–1809), deutscher Pädagoge, Journalist und Dichter
- Unzer, Johanna Charlotte (1725–1782), deutsche Philosophin
- Unzicker, Alexander (* 1965), deutscher Sachbuchautor
- Unzicker, Christian (* 1806), nassauischer Politiker
- Unzicker, Wolfgang (1925–2006), deutscher SchachspielerWolfgang Unzicker (1925–2006)

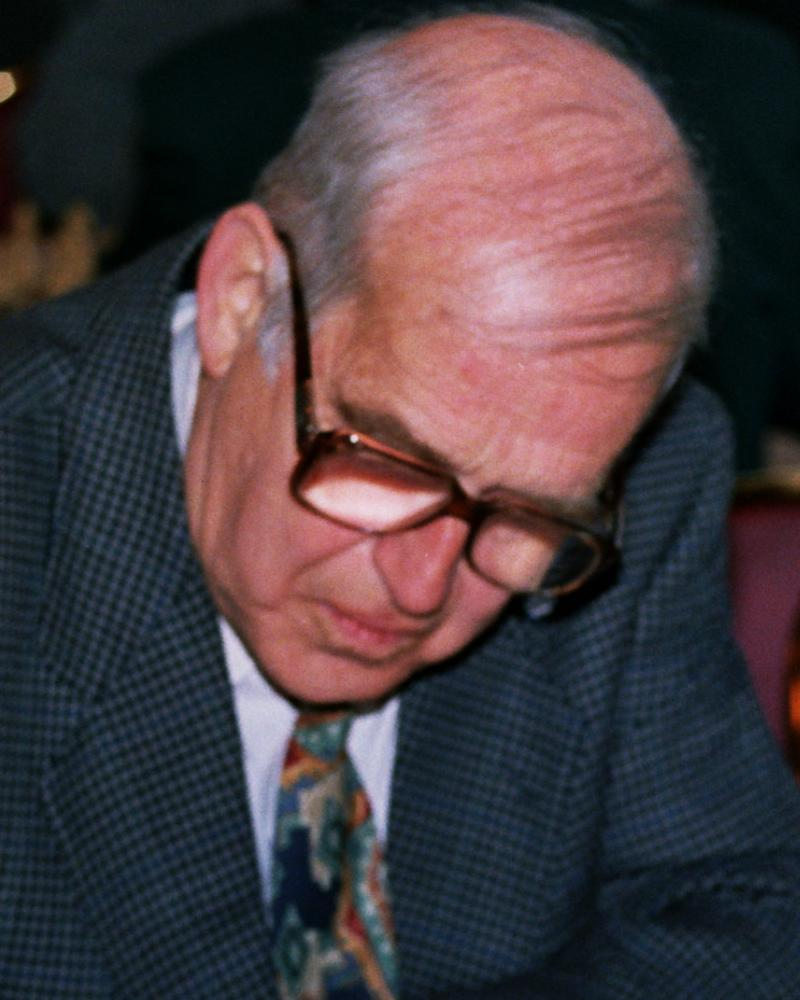
Wolfgang Unzicker (1925–2006)

- Unzner, Heinz (* 1925), deutscher Gebrauchsgrafiker und Fachschullehrer
- Unzner, Karl von (1865–1929), deutscher Richter und Ministerialbeamter
- Unzola, Hervenogi (* 1992), deutscher Fußballspieler
- Unzu, Iker (* 2005), spanische Internetpersönlichkeit
- Unzué, Eusebio (* 1955), spanischer Teammanager im Straßenradsport
- Unzué, Juan Carlos (* 1967), spanischer Fußballtorwart